# Nautilussen
Nautilussen (Nautilidae) zijn een familie van weekdieren die behoren tot de inktvissen (Cephalopoda). Een groep met deze naam, in de rang van familie (als 'Nautilacea'), werd in 1825 voor het eerst voorgesteld door Henri Marie Ducrotay de Blainville. De naam Nautilus is afgeleid van het Oudgriekse woord ναυτίλος (nautilos), dat 'zeevaarder' betekent.
Nautilussen zijn in vergelijking met andere groepen van weekdieren een zeer kleine familie. Er zijn zes moderne soorten bekend die verdeeld worden in twee geslachten: Nautilus (vier soorten) en Allonautilus (twee soorten). De nautilussen waren ooit veel soortenrijker en er zijn duizenden fossiele soorten bekend die miljoenen jaren geleden zijn uitgestorven. Nautilussen zijn wat betreft morfologie al die tijd vrijwel onveranderd gebleven. De dieren worden hierdoor wel gezien als levende fossielen. In dit artikel worden, tenzij anders vermeld, alleen de moderne soorten besproken. Omdat de soorten nauwelijks van elkaar verschillen, wordt de groep in dit artikel verder aangeduid als 'de nautilus'.
De nautilus komt uitsluitend voor in tropische wateren in het zuidwesten van de Grote Oceaan. De meeste soorten komen voor tussen noordoostelijk Australië en zuidelijk Indonesië. Het dier leeft op de bodem op een diepte van enkele honderden meters tot dicht bij de waterspiegel en wordt 's nachts actief om te zoeken naar voedsel. Hun menu bestaat voornamelijk uit aas en kleine kreeftachtigen zoals krabben.
Alle soorten hebben een slakkenhuis-achtige schelp die is opgebouwd uit verschillende kamers. De voorste kamer aan de voorzijde van de schelp is het grootst en dient als woonkamer. In deze kamer bevindt zich het lichaam van de nautilus. Aan de bovenzijde van de schelpopening is een platte en verharde structuur aanwezig die de hoed wordt genoemd. Deze kan de schelpopening sluiten om zo het lichaam te beschermen. De woonkamer is de enige kamer die wordt gebruikt om het lichaam in te bergen. De andere kamers zijn gevuld met vloeistoffen en gas en dienen om het drijfvermogen te vergroten. De nautilus wordt daarom wel gezien als een natuurlijke duikboot.
Sinds het uitsterven van de ammonieten zijn het de enige inktvissen met een uitwendige schelp. Andere verschillen met koppotigen zijn het ontbreken van een inktzak om vijanden te misleiden, en zuignappen of haakachtige structuren op de tentakels.
De nautilus komt uitsluitend voor in de zuidwestelijke delen van de Grote Oceaan en in de oostelijke delen van de Indische Oceaan. De nautilus komt specifiek voor langs de kust van Australië, Cambodja, de westelijke eilanden van de Carolinen, de Fiji-eilanden, de Filipijnen, India (bij de Andamanen), Indonesië, de Loyaliteitseilanden, Nieuw-Caledonië, Maleisië, Myanmar, Nieuw-Zeeland (alleen bij de Kermadeceilanden), Palau, Papoea-Nieuw-Guinea, Singapore, Thailand, Vanuatu en Vietnam.
De zeeën, oceanen en straten waar de nautilussen voorkomen, zijn de volgende: de Andamanse Zee, Koraalzee, Golf van Papoea, Golf van Thailand, Zuid-Chinese Zee, Javazee, Celebeszee, Suluzee, Straat Makassar, Molukse Zee, Geelvinkbaai, Arafurazee, Bandazee, Salomonzee, Timorzee, Golf van Bone en de Straat Malakka.
Alle soorten nautilussen komen voor in warmere wateren in tropische gebieden. De leefomgeving binnen de waterkolom bestaat uit de bodem van de zee. Overdag schuilt het dier in diepere delen en 's nachts komt het dichter bij de oppervlakte. De habitat bestaat overdag uit de kale, rotsige zeebodem van diepere zeedelen en 's nachts is de nautilus te vinden in ondiepere delen van koraalriffen in tropische wateren, vaak dicht langs de kust. In kleinere binnenzeeën zoals de Golf van Thailand is de nautilus overal te vinden maar in grotere zeeën zoals de Zuid-Chinese Zee is het dier alleen in het zuiden langs de kust te vinden. De nautilus is nog nooit op open zee aangetroffen.
De kamers in het oudste deel van de schelp zijn met gas gevuld. Een schelp zonder dier is hierdoor lichter dan zeewater en blijft lang drijven. De schelpen van de nautilus verspreiden zich met de zeestromen en kunnen grote afstanden afleggen. In sommige tropische streken spoelen nautilusschelpen soms massaal aan na een tyfoon. Ze worden dan verzameld door de lokale bevolking, die de schelpen verkoopt.

## Schelpkenmerken

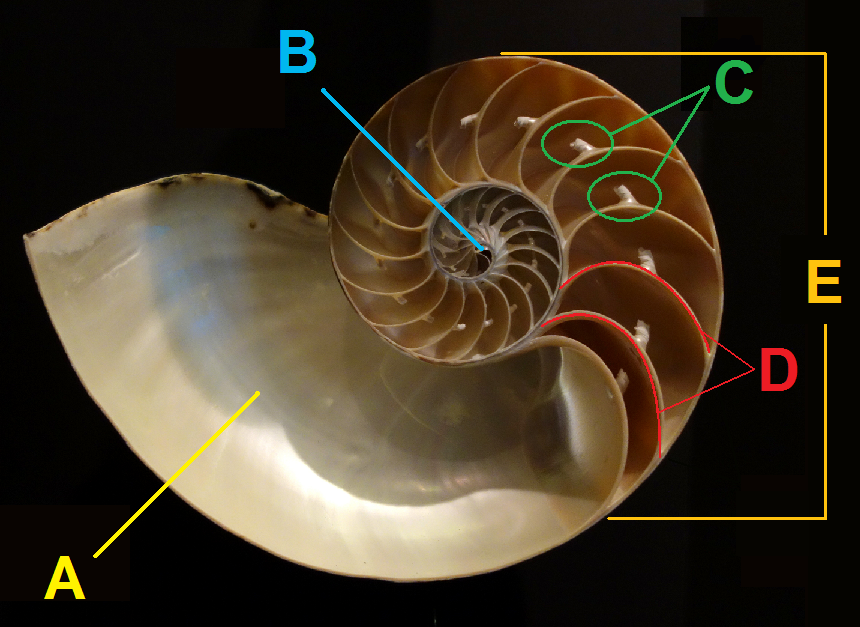
Basale schelpkenmerken:

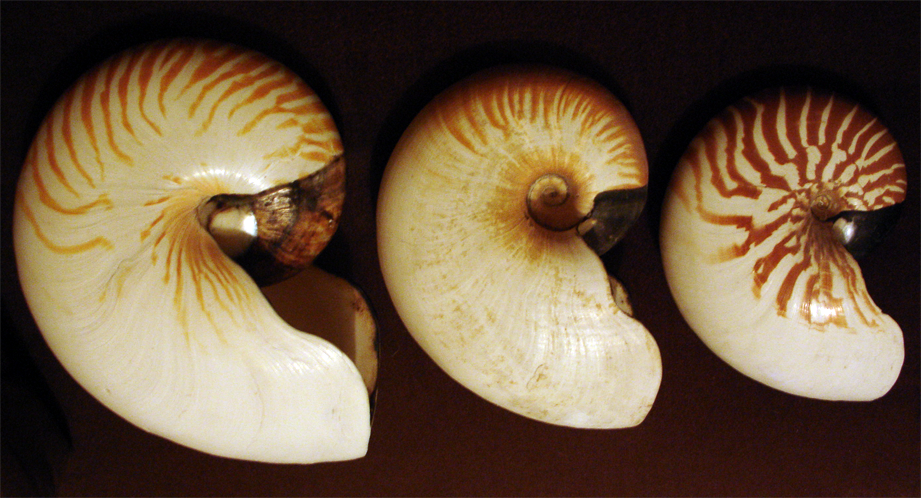
Schelpen van Nautilus macromphalus, Allonautilus scrobiculatus en Nautilus pompilius (van links naar rechts)

Een nautilus ziet er door zijn gewonden schelp en vele tentakels op het eerste gezicht uit als een veelpotige, in het water zwevende huisjesslak. De schelpopening is in de natuurlijke houding echter altijd naar voren en enigszins schuin naar boven gericht. De schelp is verder te herkennen aan de witte kleur met bruine, flarderige dwarsstrepen. De schelp bereikt afhankelijk van de soort een diameter van 17 tot bijna 23 centimeter. De kleinste soort is Nautilus stenomphalus, waarvan de schelp maximaal 17 centimeter lang wordt. De grootste soort is Nautilus pompilius, die een schelpdoorsnede van meer dan 22 centimeter kan bereiken. Het lichaamsgewicht van het dier en de schelp tezamen is gemiddeld ongeveer 1,6 kilo.
De schelp is planspiraal. Dit betekent dat de schelp in beginsel schijfvormig is. Dit in tegenstelling tot andere spiraalvormige huisjes van bijvoorbeeld slakken waarbij de windingen een duidelijke boven- en onderkant hebben en naar onderen toe steeds breder worden. De windingen van de schelp groeien van het lichaam af en de schelp is langs boven naar achteren toe gewonden. Dit komt ook voor bij de larven van primitieve slakken en wordt wel exogastrisch genoemd. De schelp van de voorouders van de nautilus was langwerpig en kegelvormig. In een tijdsbestek van vele miljoenen jaren is het huisje steeds sterker gaan krullen tot de afgeplatte spiraalvormige buis ontstond bij de moderne soorten. Bij de nautilus overlappen de windingen elkaar geheel, dit wordt ook wel convoluut genoemd.
De schelp dient niet alleen ter bescherming van het dier maar wordt ook gebruikt om te dalen en te stijgen. De nautilus kan zich verticaal in de waterkolom bewegen door via osmose de hoeveelheid water in de kamers van de schelp te reguleren. De schelp heeft drie windingen die steeds met factor drie breder worden; de binnenste winding is ongeveer één centimeter breed, de tweede drie cm en de derde negen cm. De ronding van de windingen kan in een wiskundige formule worden beschreven. De raaklijn van de omtrek van de schelp maakt steeds een hoek van 79 graden met de verbindingslijn van het raakpunt in het midden van de schelp. Vaak wordt beweerd dat de vorm van schelp ook de regel van de gulden snede volgt maar dit is niet juist. De gulden hoek is namelijk 137,5 graden en de hoek van de windingen van de nautilusschelp is 107,04 graden.
De schelp wordt gevormd door afscheidingen van het weefsel aan de buitenzijde van de mantelholte. De schelp is opgebouwd uit verschillende lagen en materialen. De matte buitenzijde bestaat voornamelijk uit aragoniet en het eiwit conchioline. De buitenste laag wordt wel de porseleinlaag of ostracum genoemd. Deze heeft vaak bruine banden en is niet iriserend. De binnenzijde van de schelp bestaat uit een sterk iriserende laag parelmoer. Deze dikke wand wordt van binnenuit door de mantel afgescheiden in de vorm van kleine laagjes. Deze laagjes bestaan uit hexagonale aragonietkristallen die door conchioline worden samengekit.
Aan de buitenzijde van de schelp is in het midden de navel of umbilicus gelegen. De umbilicus is bij levende exemplaren soms opgevuld met een harde, kalkachtige substantie die de umbiculaire callus wordt genoemd. Het verschil tussen de twee geslachten van moderne soorten nautilussen is met name de vorm van deze navel. De navel is bij weekdieren met een gewonden huisje de holle kant van de schelp. Soorten uit het geslacht Nautilus hebben een navel die komvormig is en geleidelijk dieper wordt bij een doorsnede. De soorten uit het geslacht Allonautilus daarentegen hebben een sterk aflopende navel waarvan de wanden relatief steil zijn.
Een ander verschil tussen de schelpen van de twee geslachten is de huidlaag op de schelp. De soorten uit het geslacht Allonautilus hebben een zogenaamd periostracum, dit is een huid-achtige laag die de schelp bedekt. Bij Nautilus- soorten ontbreekt een dergelijke huidlaag. Deze organische, zachte laag wordt door het dier zelf geproduceerd en bestaat dus niet uit een aangroei van andere organismen. In andere talen worden de Allonautilus- soorten wel aangeduid met 'korst-nautilus', zoals het Engelse 'crusty nautilus'. Op het oppervlak van het periostracum groeien soms wel andere kleine zeedieren of -planten. De huidlaag vergaat gemakkelijk en is bij geprepareerde exemplaren niet te zien.

### Kleur

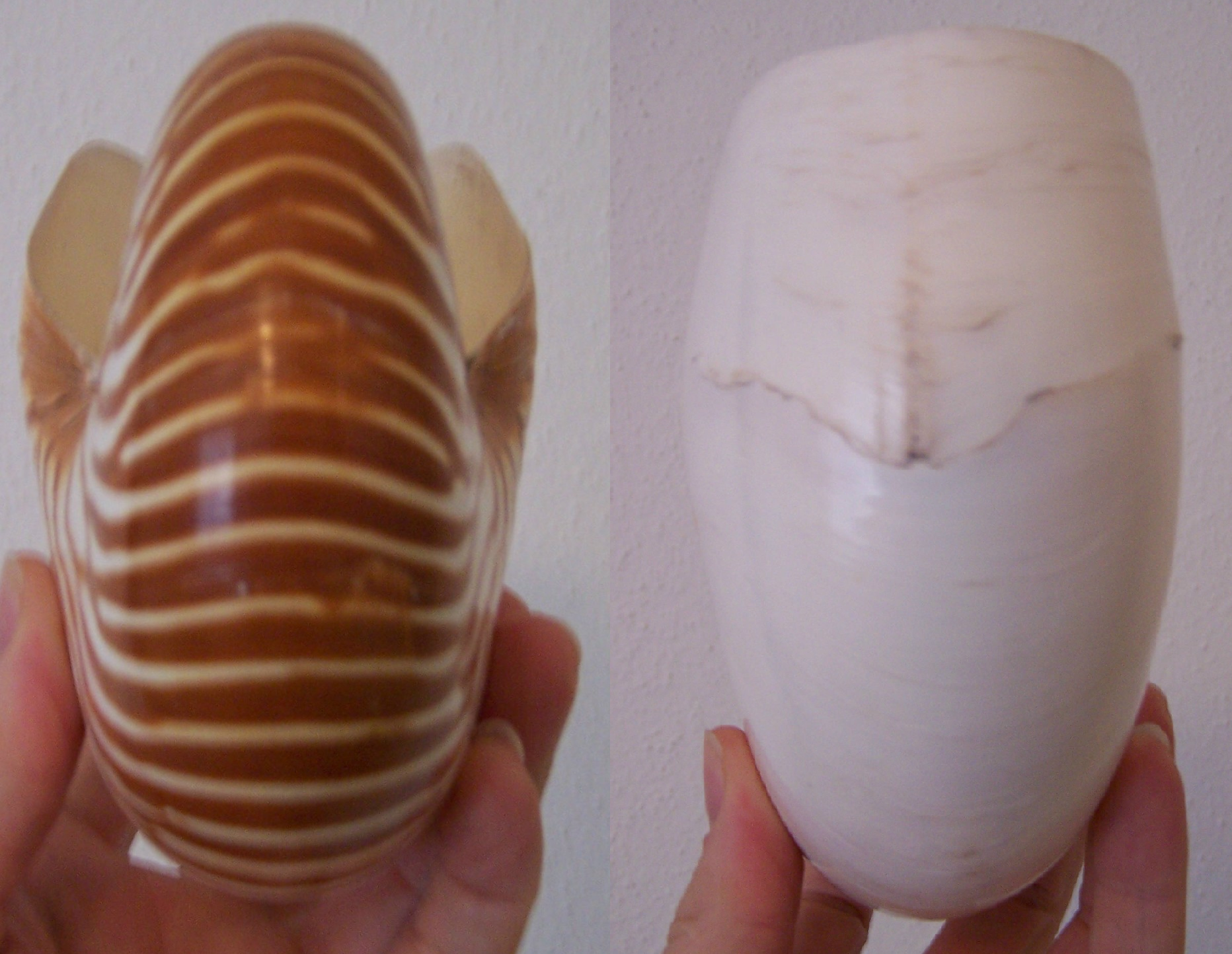
Boven- (links) en onderzijde (rechts) van dezelfde schelp.

De buitenzijde van de schelp heeft een witte basiskleur met onregelmatige, dunne en bruine dwarsstrepen. Bij de juveniele dieren bedekken de strepen de gehele schelp, bij volwassen exemplaren slechts het achterste deel van de schelp. De strepen zijn bij de natuurlijke lichaamspositie van de volwassen dieren alleen aan de bovenzijde van de schelp aanwezig. De onderzijde van de schelp van een levend exemplaar bestaat uit de buitenwand van de woonkamer en hier heeft de schelp een witte kleur.
Door deze kleuren is de nautilus moeilijker te zien voor zowel vijanden die het dier van onderen als van boven zien. Een voorbeeld van roofdieren die de nautilus van onderen benaderen zijn verschillende roofvissen, deze zien een witte kleur die niet opvalt tegen de lichte kleur van de bovenliggende waterspiegel.
Vijanden die de nautilus van boven aanvallen, zoals zeevogels, verwarren de grillige bruine dwarsstrepen die het lichaam als het ware 'breken' met de achtergrond van het rimpelige water.
De plaats waar de mantel aan de buitenzijde van de schelp heeft gezeten is bij geprepareerde exemplaren zeer donker tot zwart van kleur.

### Kamers
De woonkamer van de nautilus is de jongste en tevens verreweg de grootste kamer. Het lichaam van het dier bevindt zich geheel in de woonkamer, uitgezonderd de sifo die door de gehele schelp loopt. De woonkamer is veel breder dan de andere kamers en beslaat meer dan een derde van de omtrek van de schelp. De binnenzijde van de woonkamer is bedekt met de 'huid' van de nautilus; een taaie laag weefsel die de mantel wordt genoemd. De woonkamer verplaatst zich steeds naar achteren, gezien vanaf de lichaamsas.
Achter de woonkamer zijn ongeveer 35 lege kamers gelegen die het dier eerder heeft gebruikt als woonkamer. Het geheel aan onbewoonde kamers wordt wel het fragmocoon genoemd. Deze kamers worden naar achteren toe steeds kleiner en de meeste zijn permanent gevuld met gas. Lange tijd werd het principe van de gaskamers niet goed begrepen. Men veronderstelde dat de nautilus zijn gaskamers naar believen van water kon voorzien en al het gas kon laten ontsnappen. Ook werd gedacht dat het gas werd aangevuld door gasvorming uit fermentatie van de uitwerpselen.
Tegenwoordig is bekend dat de meeste oude woonkamers permanent gevuld zijn met gas. Alleen in de eerste kamers achter de woonkamer is enige gas- en wateruitwisseling mogelijk. De kamer direct achter de woonkamer is grotendeels gevuld met water. De kamers hierachter bevatten slechts weinig water. De andere kamers bevatten wel levend weefsel binnenin de verkalkte sifo maar zijn verder geheel met gas gevuld.
De samenstelling van het gas lijkt sterk op die van de atmosferische lucht, maar de concentratie stikstof is hoger.

### Septa

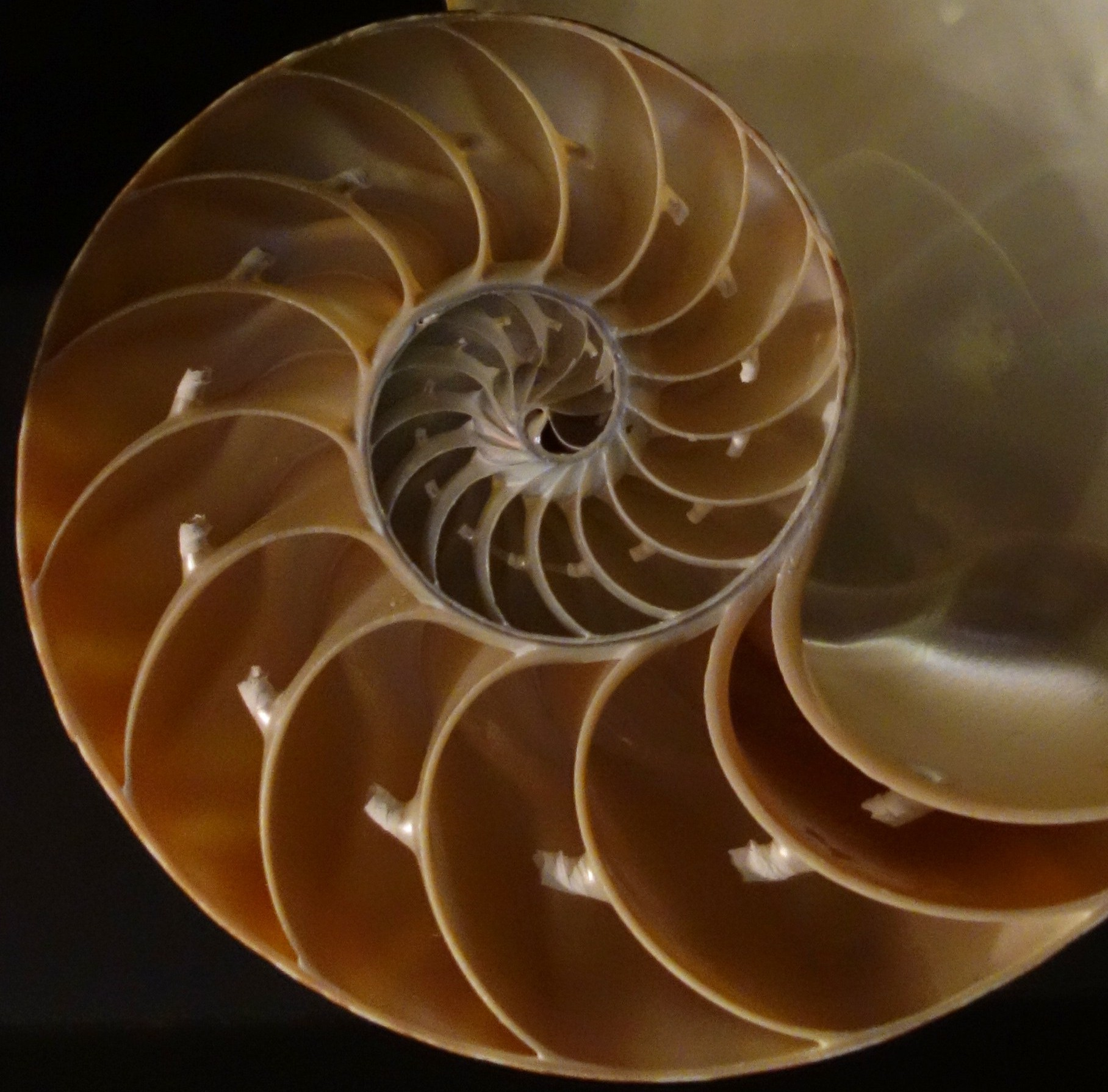
Doorsnede van de schelp waarbij de septa en de septale kragen duidelijk te zien zijn.

Binnenin de schelp zijn enkele tientallen tussenschotten aanwezig die de schelp verdelen in verschillende kamers. Deze tussenschotten in de schelp worden de septa genoemd. De septa bestaan net als de rest van de binnenzijde van de schelp uit parelmoer. Iedere keer als een nieuw septum is gevormd dat stevig genoeg is, verplaatst de nautilus zijn lichaam naar de nieuwe kamer. De naad tussen de schelpwand en een septum wordt de sutuurlijn genoemd. De septa zijn niet recht maar concaaf oftewel hol van vorm. De septa zijn hierdoor -in doorsnede gezien- zichtbaar als een kromme lijn op de schelpwand. De karakteristieken van de sutuurlijn vormen een belangrijk onderscheid tussen verschillende (uitgestorven) groepen nautilussen.
Het aantal kamers neemt toe naarmate het dier groeit en het volume van iedere nieuwe kamer is altijd groter dan die van de achterliggende oudere kamer. Het lichaam van de nautilus groeit continu tot het volwassen is en dus heeft het dier een steeds grotere woonkamer nodig. De schelp van een volwassen exemplaar is verdeeld in 33 tot 36 kamers inclusief de woonkamer. De schelp van een net uit het ei gekropen nautilus heeft al vier kamers. De jonge dieren groeien snel en de schelp krijgt er ongeveer iedere twee weken een septum- en dus een kamer- bij. Pas als het dier volwassen is stopt de aanmaak van nieuwe septa. De septa zijn opgebouwd uit dezelfde materialen als de binnenzijde van het huis en bestaan uit parelmoer.

### Sifo
Door het midden van de schelp van de nautilus loopt een buisachtige structuur die de sifo wordt genoemd. Deze buis penetreert alle septa van de schelp, van de voorste wand van de woonkamer tot helemaal aan de achterzijde in de oudste kamers van de schelp. De sifo is sterk doorbloed en bevat naast bloedvaten ook zenuwen. De sifo wordt omhuld en beschermd door verschillende verharde weefsels. Het omhulsel van de sifo tussen de scheidingswanden van de lichaamskamers bestaat uit uitstulpingen van de septa zelf die trechtervormig zijn en naar achteren zijn gericht. Een dergelijke uitstulping wordt de septale kraag genoemd. Tussen deze uitstulpingen zijn dunne, poreuze ringen om de weefselstrengen aanwezig. Deze bestaan uit verhoornde conchiolinevezels die bedekt zijn met onregelmatig gevormde aragonietkristallen. Deze kristallen zijn zelf omgeven door een dun laagje conchioline. De verbindingsringen die tegen een septale kraag aanliggen zijn samengegroeid met de parelmoerlaag van de septale kraag. De parelmoerlagen van de septa en de septale kraag zijn ondoordringbaar voor water, maar de verbindingsringen laten wel water door. Hierdoor kan een nautilus als het dier zich naar de volgende kamer verplaatst de sifo gebruiken om het water uit de oude woonkamer op te zuigen zodat de kamer met gas gevuld kan worden. Dit proces gaat erg langzaam en kan enkele weken duren.
De nautilus kan het lichaam lichter maken door meer gas in de kamers op te nemen en om zich zwaarder te maken kunnen de voorste kamers met water gevuld worden. Dit beïnvloedt de opwaartse kracht en dus het drijfvermogen van de schelp sterk. Een aantal van de voorste kamers wordt hierbij gebruikt als ballasttanks om het soortelijk gewicht van het dier aan te passen. Om de kamers te vullen of juist te onttrekken van water wordt de sifo gebruikt. De sifowand is grotendeels waterdoorlatend en kan afhankelijk van de behoeften van de nautilus water afstaan dan wel absorberen. De sifo onttrekt het zout in het water van een nieuwe kamer waardoor het minder zouten bevat dan het bloedvloeistof in het lichaam. Hierdoor wordt het water door osmose makkelijk in het bloed opgenomen en kunnen gassen worden afgegeven in de kamer.
De gasdruk in de kamers wordt eveneens geregeld door de sifo, de gasdruk is afhankelijk van de diepte waar de nautilus leeft. De voorste kamers van de schelp hebben een gasdruk van 0,3 atmosfeer, de achterste kamers hebben een druk van 0,8 tot 0,9 atmosfeer. Om te stijgen in de waterkolom wordt de gasdruk in de schelp verhoogd, als de druk wordt verlaagd daalt het dier.

## Lichaamskenmerken

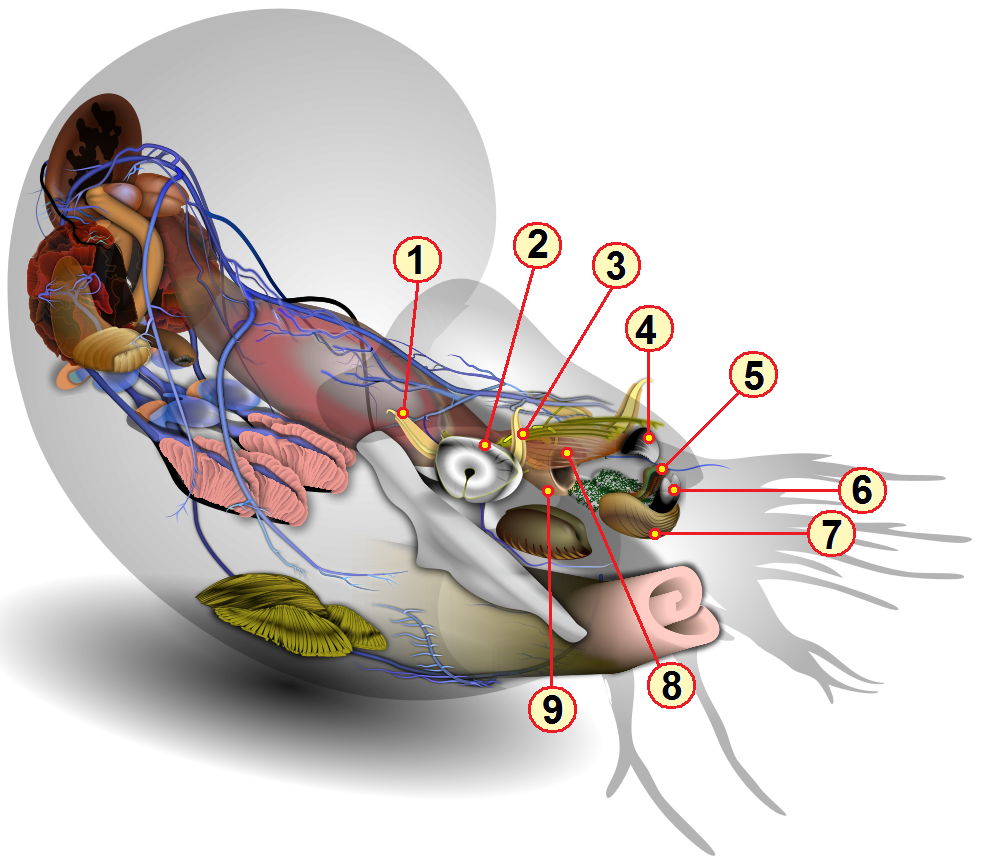
Delen van de kop van de nautilus:

### Kop
De nautilus is wellicht het sprekendste voorbeeld van de koppotigen als het gaat om de Nederlandstalige naam. De meeste lichaamsuitsteeksels zijn in kransen rond de kop gelegen, de uitsteeksels bestaan uit poot-achtige structuren die de tentakels worden genoemd. De kleur van het lichaam en de tentakels is wit tot witgrijs van kleur. De bovenzijde van de tentakels heeft eenzelfde bruine kleur als de strepen op de schelp. De nautilus heeft geen chromatoforen in de huid die de huidskleur kunnen beïnvloeden. De nautilus kan zijn lichaamskleur dus niet veranderen zoals bij vrijwel alle inktvissen wel het geval is.
De nautilus heeft twee ogen, één aan iedere weerszijde van de kop. Het oog heeft geen lens en ook een glasachtig lichaam ontbreekt. Het omringende zeewater kan vrijelijk in- en uitstromen door de oogopening. Ieder oog is aan de zijkant van de kop gepositioneerd en staat op een steeltje. De steeltjes zijn gespierd en hierdoor kunnen de ogen worden teruggetrokken. Er is geen beweegbare oogbol maar een enkel gat in het oog waar licht wordt doorgelaten, deze pupil is niet beweegbaar en kan zich ook niet samentrekken. Het oog zelf bestaat uit een opening die het licht op een laag ondoorzichtig weefsel brengt.
De nautilus heeft een zwak gezichtsvermogen en kan alleen grove lichtverschuivingen waarnemen. Het weekdier is niet in staat om het voedsel of objecten in de omgeving visueel waar te nemen.
De werking van het oog lijkt enigszins op die van een camera obscura. Het type oog van de nautilus wordt wel aangeduid met bekeroog en is veel simpeler van bouw dan het oog van andere groepen inktvissen zoals de zeekatten. De bouw van het oog van de nautilus wordt vaak aangehaald in de discussie over de ontwikkeling en evolutie van het oog.
In de bek is ook een verharde structuur aanwezig die vele kleine scherpe stekeltjes bevat. Deze zogenaamde radula wordt gebruikt als een soort vijl om laagjes van het voedsel af te raspen. Een dergelijk mondapparaat komt ook voor bij veel slakken. De radula van de nautilus bestaat uit dertien delen, waaronder twee tanden die aan de zijkanten van de mond zijn gelegen.
Een foeragerende nautilus gebruikt zijn tentakels om voedsel op te sporen, waarna het naar de mond wordt gebracht. De bek van de nautilus bestaat uit twee scherpe en krachtige kaken die opgebouwd zijn uit een hoornachtige stof. Zie voor een beschrijving van het mondapparaat ook onder het kopje spijsvertering en uitscheiding.

### Hoed

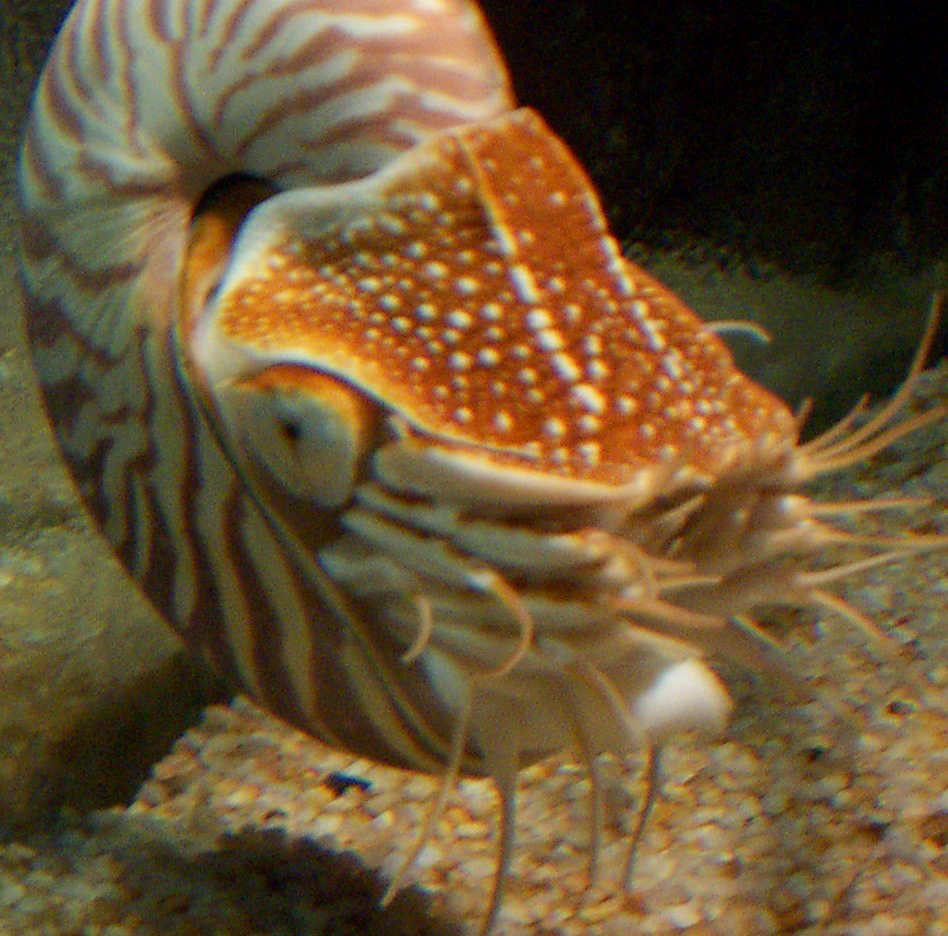
Vooraanzicht van een nautilus, waarbij de hoed en de tentakels goed te zien zijn.

Boven de opening van de schelp is een dikke, leerachtige 'kap' aanwezig die de schelp kan afsluiten. Deze zogenaamde hoed wordt normaal gesproken naar voren uitgestoken maar kan ook naar beneden worden geklapt bij gevaar. Als een schild beschermt de hoed dan het lichaam, inclusief de kop en de tentakels.
De hoed is geëvolueerd uit een viertal aangepaste tentakelschedes die zijn samengegroeid tot een enkele structuur. De hoed heeft in de regel dezelfde kleuren als de schelp; overwegend wit tot witgeel met bruinachtige vlekken.
De geslachten Nautilus en Allonautilus verschillen wat betreft de vorm van de hoed. Bij de soorten uit het geslacht Nautilus bedekt de achterste punt van de hoed een deel van de navel. Bij soorten uit het geslacht Allonautilus reikt de achterzijde van de hoed tot voor de navel.

### Tentakels
Alle koppotigen hebben tentakels die rond de mondopening zijn gelegen, een dergelijke configuratie wordt wel circumoraal genoemd. Anders dan de meeste inktvissen dragen de tentakels van de nautilus geen zuignappen en ook andere structuren om zich te hechten zoals verhoornde haken ontbreken. De verwante argonauten en octopussen hebben altijd acht tentakels en de zeekatten en de pijlinktvissen hebben er tien. Het aantal tentakels en de vorm daarvan verschilt bij de nautilussen enigszins per soort.
De tentakels zijn in twee kransen rond de mond gepositioneerd en bestaan uit maximaal 47 paar. Hiervan zijn twee paar gelegen boven de ogen, één paar boven ieder oog. De tentakels boven het oog worden wel de oculaire tentakels genoemd. De tentakel voor het oog, aan de voorzijde, wordt de preoculaire tentakel genoemd en die aan de achterzijde van het oog wordt aangeduid met postoculaire tentakel. Aan de voorzijde van de kop is aan de buitenzijde een krans van negentien paar vinger-achtige tentakels aanwezig, die dienen om voedsel buit te maken. Aan de binnenzijde hiervan is rond de mond een tweede tentakelkrans aanwezig die bestaat uit een variabel aantal labiale tentakels aanwezig (labiaal = aan de lip) die het voedsel verder de mondopening in werken.
De tentakeluiteinden worden de cirri genoemd (enkelvoud cirrus). De cirri zijn als ze niet gebruikt worden teruggetrokken in een verdikte, beschermende schede en worden bij gebruik uitgestulpt. De cirri zijn ongeveer net zo lang als de schede zelf en de tentakels zijn ongeveer twee keer zo lang als ze volledig worden uitgestoken. De tentakeluiteinden kunnen niet heel snel worden uitgestulpt; dit duurt ongeveer vijf tot tien seconden. De cirri van de labiale tentakels en de tentakels hieromheen hebben een lichtere kleur dan de schede waarin ze zijn gelegen. Ze zijn aan één zijde voorzien van kleverige, ringvormige richels voor een goede grip. Bij de oculaire tentakels ontbreken deze structuren. De cirri kunnen alle kanten op worden gebogen en kunnen zelfs worden gedraaid om een voorwerp te hanteren en naar de mond te brengen. De nautilus heeft geen echte zuignappen aan de tentakels, in tegenstelling tot de eerder genoemde groepen van inktvissen die juist wel duidelijk zichtbare zuignappen aan de tentakels hebben.
De tentakels van mannetjes en vrouwtjes van de nautilus verschillen op diverse manieren. Zowel het aantal tentakels als de positie ervan rond de kop wijkt af en daarnaast hebben mannetjes speciale labiale tentakels -de 'copulatie-tentakels'- die bij de vrouwtjes ontbreken. Deze speciale tentakels van de mannetjes worden wel de spadix genoemd en dienen enkel en alleen om een vrouwtje te bevruchten.
De manier waarop de tentakels worden gebruikt hangt af van de toestand van het dier. Bij het zoeken naar voedsel worden alle tentakels vooruit gestoken waarbij de onderste tentakels de bodem aftasten.
Bij het zoeken naar een schuilplaats worden de bovenste tentakels recht naar voren gestoken om de omgeving af te tasten. Ze hebben dan wel iets weg van de snorharen van een kat.
In rusttoestand, maar ook tijdens de voortbeweging, worden alle tentakels ingetrokken behalve de twee onderste aan de buitenste tentakelkrans. Deze worden vooruit gestoken en gebruikt als tasters. Bij een rustende nautilus die zich heeft vastgehecht zijn alle tentakels deels ingetrokken. Als de nautilus zich in warm water begeeft of in water waarin zich veel plankton bevindt, worden alle tentakels volledig ingetrokken.

## Inwendige anatomie

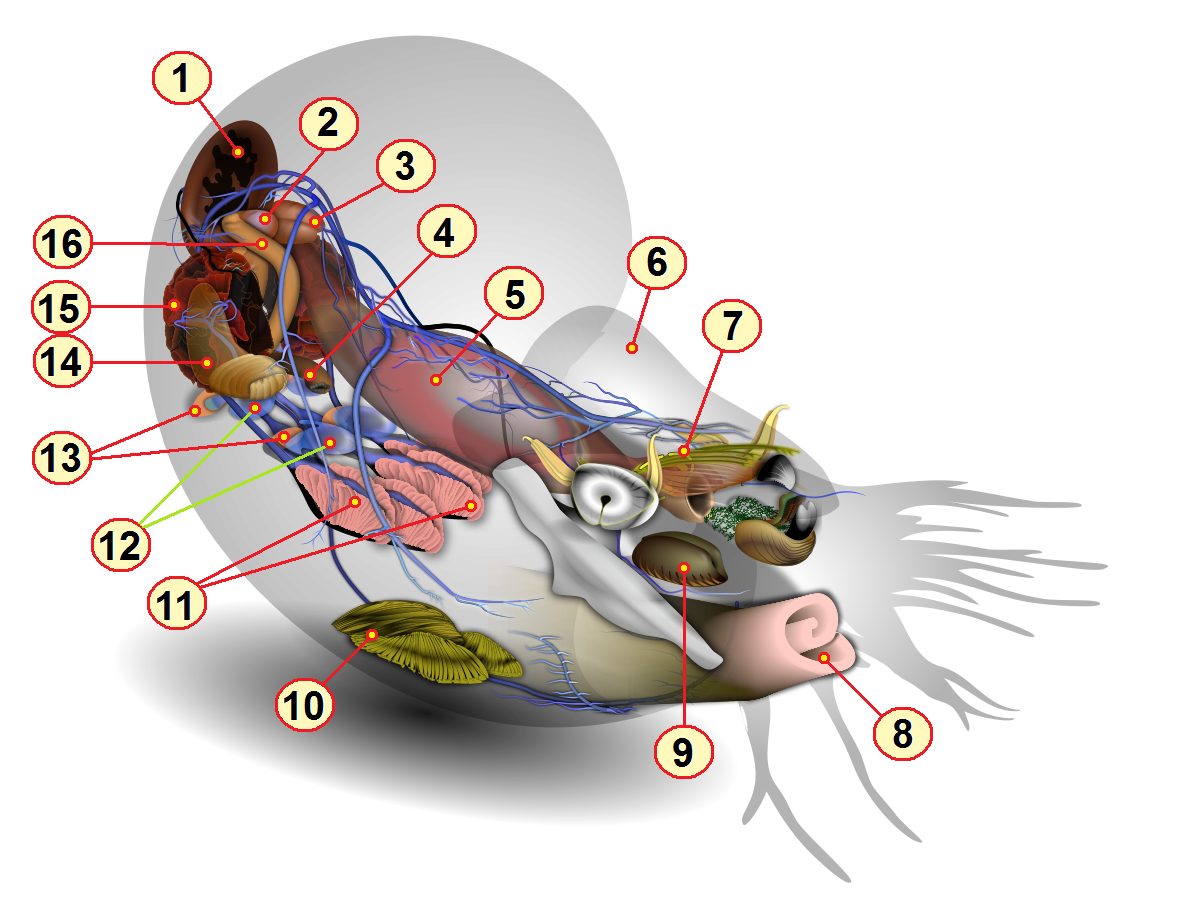
Een schema van de inwendige delen van de nautilus:

Het lichaam van de nautilus zit grotendeels binnen in de schelp. Het voorste deel van het lichaam kan zich buiten de schelp bevinden, maar er ook in worden teruggetrokken bij gevaar. Het lichaam bestaat van voor naar achter uit respectievelijk de tentakels, de kop, en ten slotte de mantelholte die alle spijsverteringsorganen en de ademhalingsorganen bevat. De nautilus heeft een goed ontwikkeld zenuwstelsel, vrij grote hersenen en grote ogen. Het zenuwstelsel bevindt zich grotendeels in een ring rond de slokdarm.
De binnenzijde van de woonkamer is bekleed met taai lichaamsweefsel. Het geheel wordt de mantel genoemd, en de functie is vergelijkbaar met die van een huid. De mantel is zakvormig, bevat alle organen, en sluit die af van de buitenwereld. Het lichaam is erg zacht en kwetsbaar omdat het grotendeels uit water bestaat. De ruimte binnen de mantel wordt de mantelholte genoemd en alleen de kop steekt er aan de voorzijde uit. De nautilus heeft geen inktzak, in tegenstelling tot de meeste andere koppotigen. Andere inktvissen hebben geen uitwendige schelp en vertrouwen op de inktwolk om te ontsnappen bij gevaar.
De nautilus bezit net als veel andere weekdieren evenwichtsorganen, die de statocysten worden genoemd. Deze bestaan weer uit vele deelstructuren; de statolieten. Die zijn zeer klein en hebben een ovale vorm. De statolieten hebben een lengte van 1,7 tot 17 micrometer. Ze dienen om de zwaartekrachtsrichting te bepalen zodat de nautilus waarneemt of het dier zich wel rechtop bevindt. Uit onderzoek blijkt dat de statolieten ook de horizontale rotatierichting kunnen waarnemen.

### Hyponoom
De hyponoom speelt een grote rol bij de voortbeweging. Door de spieren van de hyponoom krachtig samen te trekken wordt water naar buiten geperst die als straalaandrijving fungeert.
De nautilus kan zowel achterwaarts als zijwaarts wegschieten om aan vijanden te ontsnappen. De tentakels worden nooit gebruikt bij de voortbeweging, in tegenstelling tot de meeste andere groepen van inktvissen. De hyponoom kan in alle richtingen worden uitgestoken waarna het dier zich door de waterstroom in de tegenovergestelde richting verplaatst. Het orgaan is niet heel erg efficiënt omdat het bestaat uit twee delen die niet met elkaar vergroeid zijn en open zijn aan de zijkanten. Deze twee huidflappen bestaan uit een linker- en een rechterdeel die in elkaar gedraaid zijn. Het water wordt opgezogen door spleten aan de zijkant van de schelp tussen de schelprand en het lichaam. De hyponoom is voorzien van spieren die samentrekken als er water moet worden uitgestoten. Bij andere groepen van inktvissen is de gehele mantelholte voorzien van spieren maar de nautilus ontbreken dergelijke lichaamsomvattende spieren. Het opgezogen water wordt eerst aan de basis van de hyponoom langs de kieuwen geleid waar zuurstof wordt onttrokken. Het water wordt vervolgens door de hyponoom naar buiten geperst.

### Ademhaling

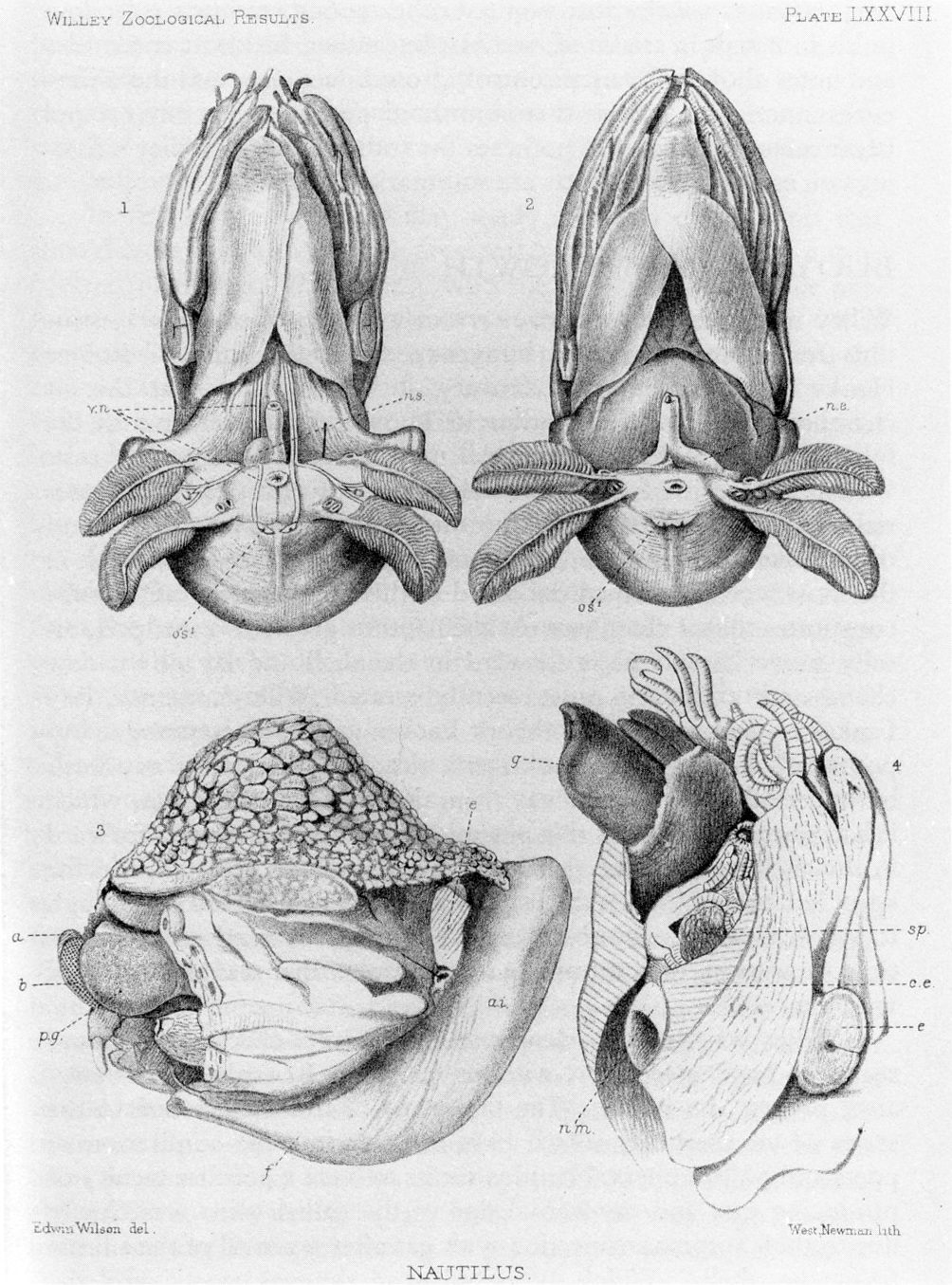
Anatomie van Allonautilus scrobiculatus; in de bovenste twee afbeeldingen zijn onder meer de vier bladvormige kieuwen te zien.

De nautilus ademt door middel van twee paar kieuwen die in de mantelholte liggen. Andere groepen van inktvissen hebben maar één paar kieuwen. Hierdoor wordt vermoed dat de vroegste voorouders van de weekdieren een gesegmenteerd lichaam hadden waarbij de organen in meerdere segmenten voorkwamen, net zoals bij de gelede wormen het geval is.
De mantel is alleen voorzien van spieren aan de buitenzijde, die dienen om het lichaam in de schelp te bergen. Om de kieuwen van vers water te voorzien worden de spieren beurtelings samengetrokken en weer ontspannen. De kieuwen onttrekken zuurstof uit het water dat via de zijkanten van de schelp in een buisachtig orgaan wordt gezogen en vervolgens aan de voorzijde weer wordt afgegeven. Deze slurfachtige structuur is aan de onderzijde van de tentakels gelegen en wordt de hyponoom genoemd. Dit orgaan speelt een belangrijke rol bij de ademhaling en wordt ook gebruikt om zich te verplaatsen door opgezogen water met kracht naar buiten te persen. Als het dier zijn lichaam in de schelp terugtrekt is ademen echter niet mogelijk omdat de opening van de hyponoom dan in de schelp zit.
Het vermogen om zuurstof op te nemen uit het water is afhankelijk van de omgevingstemperatuur. De nautilus kan lange tijd overleven in een omgeving met een zeer laag zuurstofgehalte. Hierdoor kan het dier zich handhaven in omgevingen waar andere dieren zouden stikken. Biologen vermoeden dat dit zelfs de reden is dat de nautilus nog steeds rondzwemt terwijl alle andere weekdieren met een uitwendige schelp, zoals belemnieten en ammonieten, zijn uitgestorven. Deze groepen zouden niet bestand zijn geweest tegen schommelingen in het zuurstofgehalte in het water, waardoor zij ten onder gingen aan hypoxie.
Als het zuurstofgehalte ook voor de nautilus te laag wordt, wordt de hartslag verlaagd waardoor de bloedsomloop vertraagt en ook het metabolisme en de ademhaling op een lager pitje worden gezet. Ook is vastgesteld dat gasvormig zuurstof langzaam uit de gaskamers kan worden onttrokken.

### Voortplantingsorganen
In tegenstelling tot sommige andere vertegenwoordigers van de koppotigen is de nautilus altijd van gescheiden geslacht. Er komen dus mannetjes en vrouwtjes voor die hun eigen geslachtsorganen hebben. Hermafrodieten zijn bij de verschillende nautilussoorten nog nooit beschreven.
De positie van de geslachtsopening verschilt tussen de seksen; deze is bij mannetjes in het midden gelegen en bij de vrouwtjes aan de rechterzijde van het lichaam.
Aan de onderzijde van de mond is een structuur aanwezig die waarschijnlijk ook dient voor de voortplanting. Dit orgaan is bij mannetjes namelijk heel verschillend van structuur in vergelijking met de vrouwtjes. Bij de mannetjes is het orgaan ongedeeld en heeft een flapachtige vorm. Het wordt bij mannetjes het orgaan van Van der Hoeven genoemd, naar de Leidse natuuronderzoeker Jan van der Hoeven die leefde van 1801 tot 1868.
Bij de vrouwtjes is het orgaan gespleten en voorzien van gewelfde en duidelijk afgesnoerde 'ribben'. Bij de vrouwtjes wordt deze structuur het orgaan van Valenciennes genoemd. Deze naam is een eerbetoon aan de Franse natuuronderzoeker Achille Valenciennes (1794 - 1865).
Specifieke geslachtsorganen bij de vrouwtjes zijn de eierstokken en de eileiders. De eierstokken zijn omgeven door een dun membraan en zijn aan de mantelholte gehecht met een dikker vlies. De eileiders zijn afgeplat en de geslachtsopening is spleetvormig. Het eerste deel van de eileider is dun en vliezig, het laatste deel is echter dik en heeft een ruw oppervlak, zowel aan de binnenzijde als de buitenzijde. Aan de onderzijde van het lichaam van de vrouwelijke exemplaren is een grote klier gelegen; de nidamentaalklier. Deze is donker van kleur en bestaat uit niervormige lobben die opgebouwd zijn uit lamellen. De klier dient om een geleiachtige stof aan te maken die de eieren omhult en ontbreekt bij de mannetjes.
Mannetjes hebben enkele afwijkende tentakels; vier tentakels zijn aangepast en hebben een functie als geslachtsorgaan. Deze tentakels worden de spadix genoemd en worden gebruikt om een spermapakketje of spermatofoor over te dragen aan het vrouwtje. Het spermapakketje is omgeven door een beschermende laag.

### Spijsvertering en uitscheiding
De nautilus eet relatief weinig in vergelijking met andere inktvissen. Dit is te danken aan de manier van voortbeweging waarbij de nautilus aanzienlijk minder energie gebruikt dan andere groepen zoals oktopussen en sepia's. Deze laatste groepen zijn veel van hun energie kwijt aan het zoeken en achtervolgen van hun prooien, terwijl de nautilus voornamelijk langzame prooien en aas eet.
Tijdens het eten wordt het voedsel met de tentakels tegen de mond gebracht en wordt het met de snavelachtige bek verkleind tot hapklare brokken. De bek van een nautilus bestaat in totaal uit vier verhoornde delen -twee per kaak- die door middel van pezen met elkaar verbonden zijn. De spieren rond de bek zijn relatief sterk en kunnen een krachtige beet toebrengen. Uiterlijk lijkt de bek sterk op de snavel van een papegaai. Het voedsel wordt in de mond door de radula fijn geraspt waarna het wordt doorgeslikt.
Het voedsel komt daarbij in aanraking met speeksel uit de speekselklieren en wordt vervolgens opgeslagen in de krop, dit is een uitgerekt deel van de slokdarm dat dient om een voorraad voedsel tijdelijk op te slaan tot het kan worden verteerd. In de krop kan een relatief groot volume aan voedsel worden geborgen, het is beschreven dat de krop tot ongeveer 100 kubieke centimeter aan voedsel kan bevatten. De krop kan worden uitgerekt tot vier keer de oorspronkelijke inhoud. Ongeveer twintig minuten nadat het voedsel is doorgeslikt bereikt het de spiermaag. Hier worden de voedseldeeltjes nog verder verkleind tot er een papje ontstaat, ook wel chijm genoemd. Na ongeveer drie uur bereikt het voedsel de dunne darm van de nautilus. Hier is de dunnedarmklier aanwezig, die van alle spijsverteringsorganen het meeste nutriënten opneemt. Na ongeveer vijf uur vanaf het inslikken van het voedsel wordt het opgenomen in de dikke darm. Het gehele proces vanaf het moment dat het voedsel de mond in gaat tot het via de anus het lichaam verlaat duurt ongeveer twaalf uur.
De afvalstoffen die worden uitgescheiden bevatten organische verbindingen, ongeveer 70 procent van de uitgescheiden organische stikstofverbindingen bestaat uit ammoniak. In vergelijking met andere inktvissen scheidt de nautilus 20 procent minder ammoniak uit, wat deels te verklaren is door de opslag van gasvormig stikstof in de gaskamers van de schelp.

## Onderscheid met andere groepen

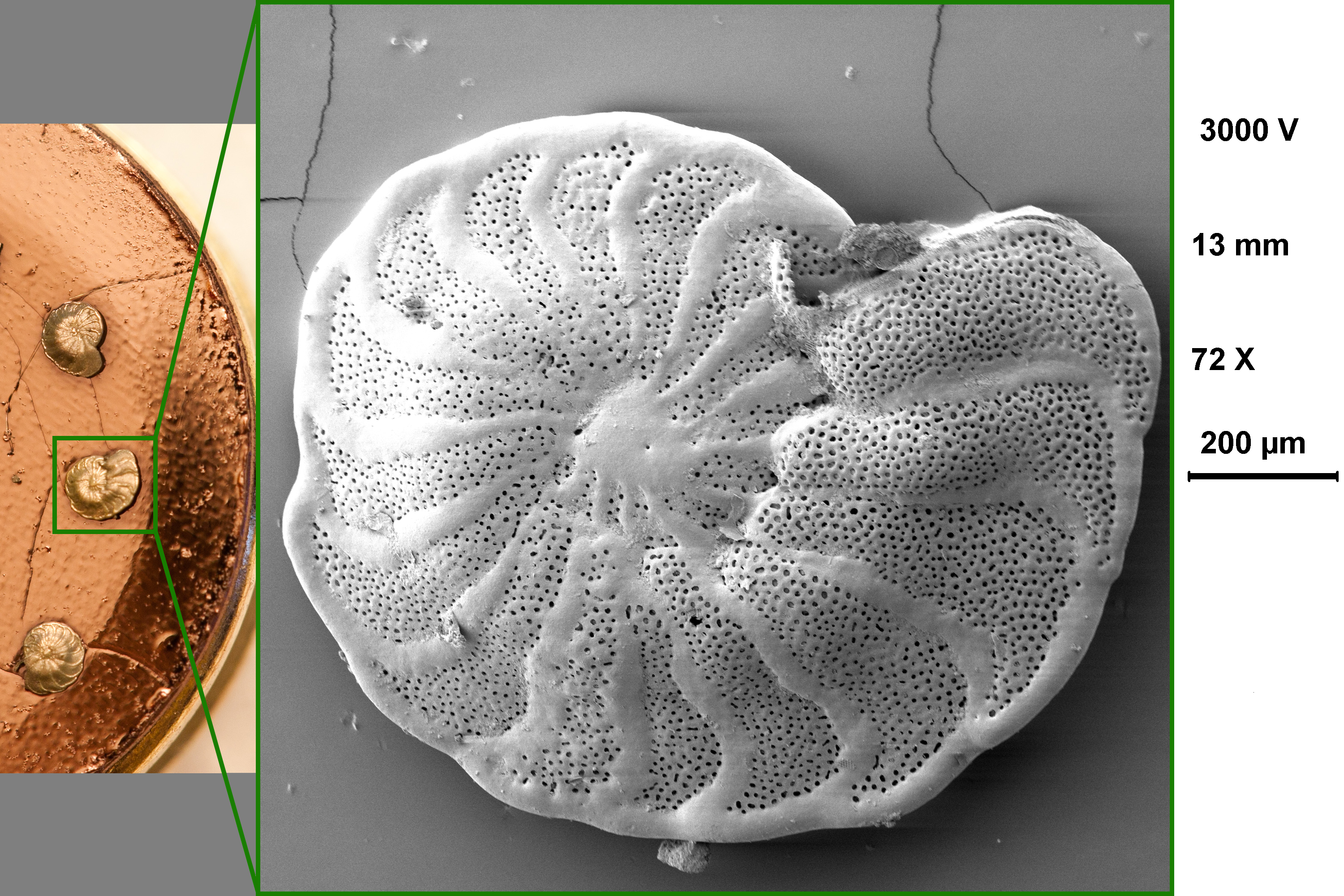
Het bouwplan is niet alleen bij slakken terug te vinden maar ook bij microscopisch kleine diertjes zoals Planulina limbata. Links is de rand van een dollarcent afgebeeld ter vergelijking.

Hoewel de nautilus een karakteristiek uiterlijk heeft is het dier te verwarren met andere groepen van organismen, die meestal tot de weekdieren behoren. Deze groepen zijn vaak vrij onbekend of al lang geleden uitgestorven.
Nautilussen lijken het meest op ammonieten, die eveneens een opgerolde buis als schelp dragen waarin het lichaam is geborgen. Bij de ammonieten echter zijn de windingen ongeveer even breed en nemen niet sterk in breedte toe zoals bij de nautilussen het geval is.
Argonauten hebben wel een schelp maar deze is zeer dun en lijkt meer op papier dan op de harde, op een huisjesslak gelijkende schelp van de nautilus. Bovendien hebben argonauten nooit een schelp die verdeeld is in kamers. De schelp dient ook niet om permanent in te wonen, maar als afzetplaats en nest van de eieren. Het vrouwtje kan na de afzet van de oude schelp een nieuwe schelp aanmaken middels klieren op de armen. De mannetjes van de argonauten hebben overigens nooit een schelp en argonauten bezitten in tegenstelling tot de vierkieuwige nautilus slechts twee kieuwen.
Een andere inktvis die een orgaan heeft dat aan de slakkenhuis van de nautilus doet denken is de soort Spirula spirula. Deze inktvis is de enige soort uit de orde Spirulida en heeft net als de nautilus een gekamerde schelp. Deze schelp is relatief langer en gedraaid, en is niet op het lichaam gelegen maar binnen in het lichaam. Deze slakkenhuis-achtige structuur is gevuld met gas en wordt alleen gebruikt om het drijfvermogen te vergroten.

## Levenswijze
De nautilus wordt door de lokale bevolking aangeduid als "zo snel als een vis" maar in werkelijkheid is het dier erg langzaam. De nautilus bereikt een snelheid van 0,16 tot 0,33 meter per seconde. Omgerekend is dit ongeveer 0,5 tot 1 kilometer per uur.
De nautilus is een stabiele zwemmer dankzij de straalaandrijving van de buisachtige hyponoom, wel heeft de nautilus een schommelende gang. Zwemmende exemplaren bewegen zich altijd achteruit en botsen regelmatig met uit-stekende delen van het substraat en na een dergelijke botsing wordt de koers gewijzigd. De nautilus bereikt inclusief schelp een lichaamsgewicht van ongeveer 1,5 kilogram. In het water echter weegt de schelp slechts een paar gram, wat komt door de aanwezigheid van lucht in de kamers en het feit dat het lichaam grotendeels uit water bestaat. De nautilus hoeft daardoor weinig moeite te doen om zich voort te bewegen.
Het dier is 's nachts actief en verstopt zich overdag in holen en spleten in diepere wateren. 's Nachts zwemt de nautilus naar hoger gelegen delen maar wordt zelden aangetroffen boven de 50 meter onder het wateroppervlak. De nautilus is niet honkvast en heeft geen vaste schuilplaatsen. Er is bekend dat een afstand van 150 kilometer kan worden afgelegd in één jaar.
De nautilus leeft in relatief warme wateren die een temperatuur hebben van 14 tot 22 graden Celsius. Bij hogere temperaturen houden de dieren het niet lang uit. De nautilus is nachtactief en schuilt overdag op de bodem. Het dier bevindt zich meestal op een diepte van 300 tot 400 meter onder de waterspiegel. s 'Nachts komt de koppotige dichter bij het wateroppervlak om naar voedsel te zoeken. De meeste dieren die zo diep leven, blijven hun hele leven in de diepte omdat ze in hoger gelegen waterkolommen niet kunnen overleven vanwege het enorme verschil in waterdruk. De nautilus echter kan ook aan de oppervlakte worden aangetroffen tijdens het zoeken naar voedsel. Het dier loopt geen schade op bij het duiken of weer opstijgen, terwijl andere dieren deze dieptes alleen al niet overleven, laat staan de terugkeer naar de oppervlakte waarbij sterke decompressie plaatsvindt. De mens bijvoorbeeld kan tot maximaal 40 meter diep duiken zonder speciale aanpassingen.
Er is echter wel een grens door de aanwezigheid van gas in de schelp. Als een diepte van beneden 500 meter wordt bereikt, bestaat de kans dat door de grote waterdruk het huisje volstroomt met water. Bij een diepte van 800 meter of meer kan door de hier heersende waterdruk het huis letterlijk imploderen.

### Voedsel

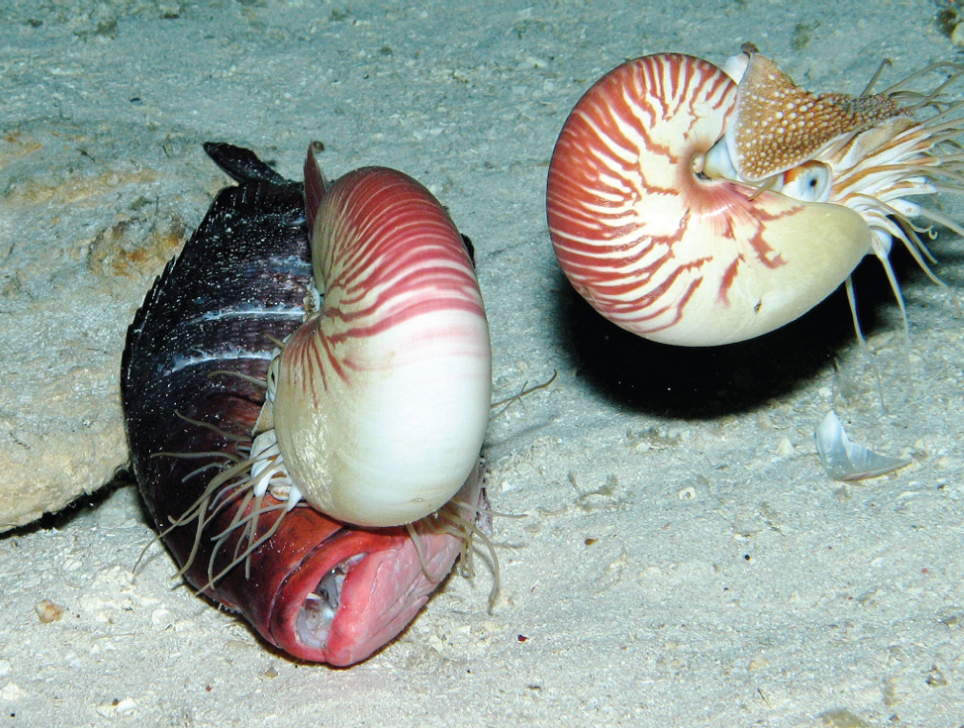
Twee exemplaren van Nautilus pompilius zijn afgekomen op het lijk van de snapper Lutjanus bohar die bewust door biologen is neergelegd als lokaas.

Het dieet van de nautilus bestaat voornamelijk uit kleine dieren die levend worden buitgemaakt en daarnaast voor een belangrijk deel uit aas. De prooidieren die levend worden buitgemaakt zijn voornamelijk krabben die in een hinderlaag worden opgewacht en aangevallen. Daarnaast worden ook andere zeedieren wel gegeten zoals kleine vissen en garnalen. De nautilus is geen snelle zwemmer en kan alleen langzame prooien buitmaken. De nautilus is ook geen efficiënte predator die prooien aankan die groter zijn als het dier zelf, zoals van sommige octopussen bekend is.
De nautilus heeft niet veel voedsel nodig door de efficiënte manier van voortbewegen. Als het moet kan het dier tot een maand zonder eten. De kadavers van dode dieren worden opgespoord door het uitstekende vermogen om geurdeeltjes waar te nemen. Bij de meeste dieren zijn dergelijke zintuiglijke organen in de kop zelf gelegen, maar bij de nautilus dragen de tentakels de zintuiglijke cellen. De vele tientallen sliertige tentakels worden over de bodem bewogen tijdens het foerageren. Hierbij tasten de tentakels de toplaag af op zoek naar een maaltje. Meestal beweegt de nautilus zich achterwaarts tijdens het zwemmen, alleen tijdens het aftasten van de bodem op zoek naar eten beweegt de nautilus zich voorwaarts. Het lichaam wordt hierbij met behulp van de tentakels over de bodem gesleept. Op een zanderige ondergrond wordt de waterstraal uit de hyponoom gebruikt om het zand weg te spoelen en veel efficiënter naar voedsel kan worden gezocht.
De nautilus staat door zijn menu van aas en levende prooien midden in de voedselketen. De nautilus is een belangrijke voedselconcurrent van veel vissen en kreeftachtigen die wat dieper leven. Vijanden zijn met name grotere gewervelde dieren.

### Vijanden

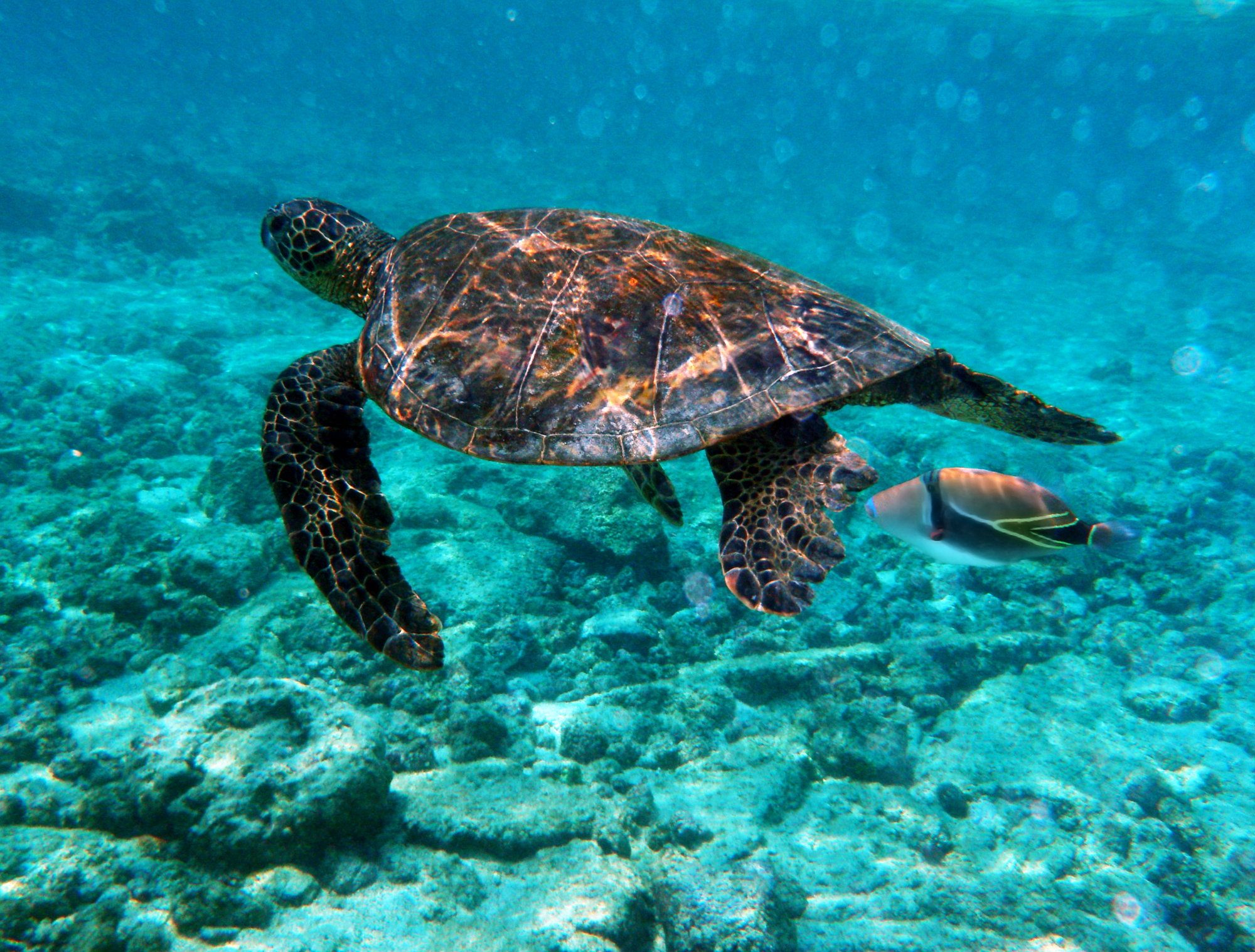
Zowel de soepschildpad als de picassotrekkervis zijn vijanden van de nautilus. Op de afbeelding zit een picassotrekkervis (rechtsonder) de schildpad achterna omdat deze laatste het territorium van de vis betreedt.

De nautilus is kannibalistisch en schroomt niet om kleinere soortgenoten op te eten. De schelp van veel exemplaren vertoont typische, V-vormige beschadigingen waarvan men lange tijd niet wist waardoor deze veroorzaakt werden. Uit onderzoek bleek dat de bovenkaak van een soortgenoot precies past in een dergelijke wond waardoor wordt aangenomen dat de dieren elkaar soms aanvallen. Dergelijke beschadigingen komen zowel bij mannetjes als vrouwtjes voor. Waarom de volwassen dieren elkaar bijten is nog niet bekend.
Een belangrijke vijand van de nautilus is de octopus, die ook tot de koppotigen behoort en een verre verwant is. Andere bekende vijanden zijn grote roofvissen zoals zeebaarzen, trekkervissen en zeepalingen. Ook een aantal haaien eten soms een nautilus. In de maag van kathaaien zijn restanten van de bek van de nautilus aangetroffen.
Ook van sommige zeeschildpadden wordt vermoed dat ze weleens een nautilus eten. Hiervan is alleen een waarneming van bekend uit een aquarium bij in gevangenschap gehouden dieren. Een zeeschildpad kan met zijn krachtige kaken de schelp gemakkelijk breken. Omdat de betreffende schildpad zeer geroutineerd het lichaam van de nautilus uit de schelp werkte en opat denken wetenschappers dat dit in de natuur vaker gebeurt.
De harde schelp van de nautilus biedt een stevige bescherming tegen andere dieren. De schelp is tevens het enige verdedigingsmiddel. De nautilus is geen snelle zwemmer, een zwemmende mens kan het dier gemakkelijk bijhouden. Als een dier wordt verstoord, trekt het het lichaam zo ver mogelijk in de schelp en wordt de hoed gesloten. Ook zal het dier zich om zijn verticale as draaien zodat de harde achterzijde van de schelp naar de belager wordt gekeerd.

### Voortplanting en ontwikkeling

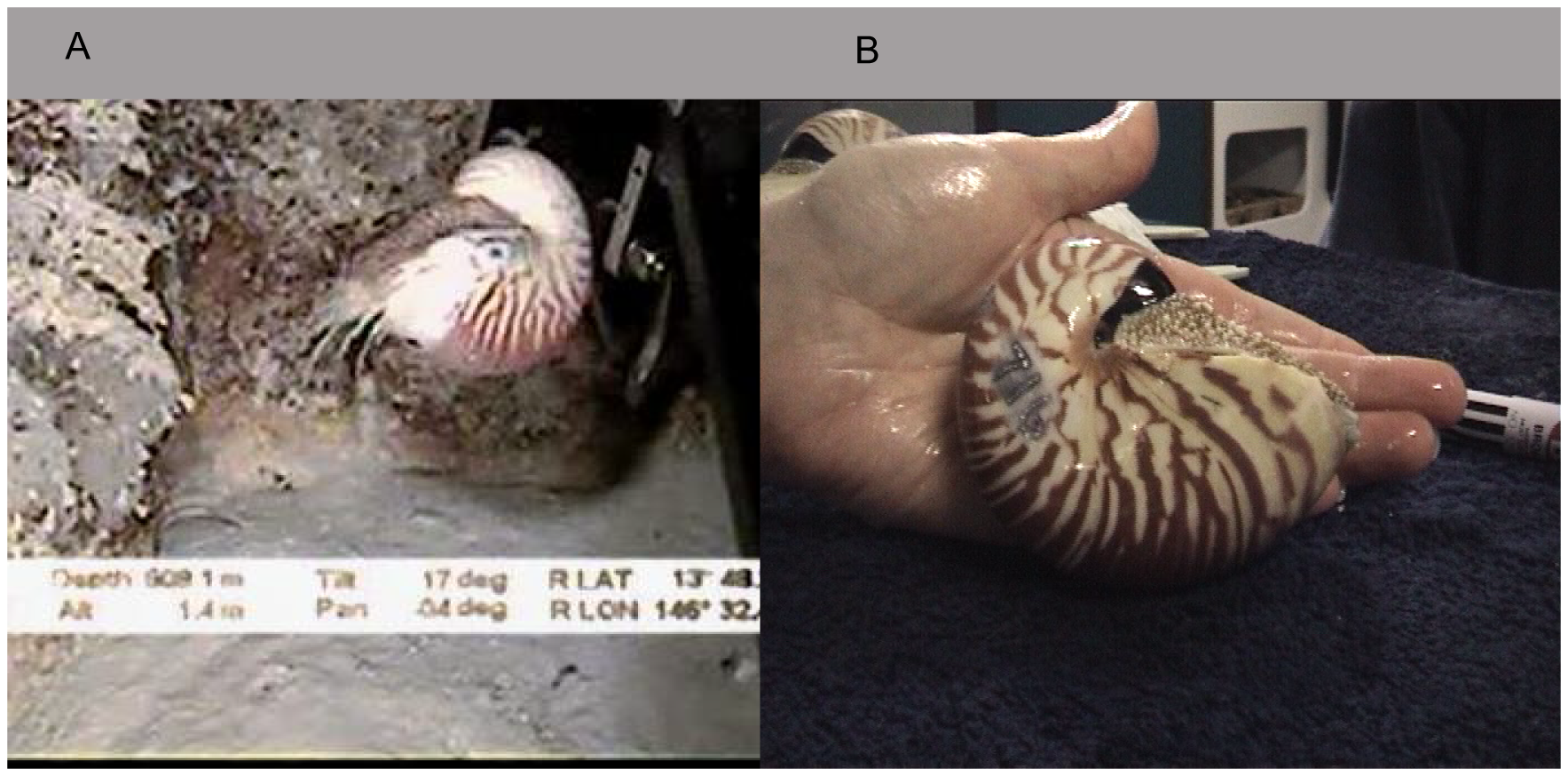
Juvenielen; links een jong exemplaar gefilmd door een robotduiker op een diepte van 608 meter. Rechts een jong exemplaar dat werd gevangen in een val op een diepte van 330 meter onder het wateroppervlak.

De nautilus is van gescheiden geslacht; er zijn dus mannetjes en vrouwtjes. Mannetjes en vrouwtjes verschillen enigszins van elkaar al is dat moeilijk te zien. De mannetjes worden iets groter dan de vrouwtjes, ook is de woonkamer relatief breder en groter dan die van vrouwtjes. Het percentage mannetjes en vrouwtjes kan sterk variëren. Uit een onderzoek in de jaren zeventig werden 500 exemplaren gevangen waarvan slechts vijf procent uit vrouwtjes bestond.
De nautilus plant zich één keer per jaar voort waarbij het mannetjes op zoek gaat naar een vrouwtje. De nautilus gebruikt de zintuiglijke cellen op de tentakels om een partner op te sporen en te identificeren. Tijdens de paring liggen de koppen van de dieren tegen elkaar aan. Het vrouwtje neemt dan het spermapakketje van het mannetje op in haar lichaam waarna de beschermlaag oplost, de bevruchting is dus inwendig. De paring en eiafzet vinden plaats in ondiepe delen van de zee en altijd onder water. De meeste exemplaren keren daarna terug naar diepere wateren maar een deel van met name de vrouwtjes sterft vrij kort na de afzet van de eieren. De eitjes zijn ovaal van vorm, ongeveer 4,5 centimeter lang en wegen 2 tot 3 gram. De eierstokken van een vrouwtje bevatten zowel grotere als kleinere eieren die zich in verschillende ontwikkelingsstadia bevinden.
Vergeleken met andere weekdieren zijn de eieren van de nautilus erg groot. Dit komt omdat het jonge dier veel dooiervoorraad meekrijgt in het ei. Deze grote dooier is nodig om de lange ontwikkelingsduur door te komen. Daar staat tegenover dat er relatief weinig eieren worden afgezet in vergelijking met andere weekdieren. Veel inktvissen zetten per keer honderdduizenden eieren af. De nautilus ontwikkelt ongeveer twaalf eieren per jaar. De nautilus kan gedurende het gehele leven eieren produceren (ook wel iteropaar genoemd), waar veel andere koppotigen sterven na de afzet van de eieren (semelpaar).
In de natuur zijn nog nooit eieren van een nautilus waargenomen. De eieren worden in aquaria afgezet op harde substraten zoals stenen. Ze zijn omgeven door een onregelmatig, zak-achtig omhulsel dat gaten bevat zodat het zeewater in- en uit kan stromen. Het geheel lijkt sterk op een hele knoflookbol. De ontwikkelingsduur van de eieren is ongeveer tien maanden tot een jaar. Veel eieren die in gevangenschap worden afgezet zijn niet levensvatbaar en komen dus niet uit. In de dierentuin Birch Aquarium in San Diego (VS) zijn wel jonge dieren uit het ei gekropen.
In het ei wordt reeds de schelp gevormd, in eerste instantie bestaat deze uit een enkel kalkplaatje, deze wordt de cicatrix genoemd. Het zich ontwikkelende embryo vertoont in vergelijking met andere koppotigen een afwijkende manier van celsplijting in de eerste levensfase. De meeste inktvissen vertonen een spiraalsgewijze celsplijting waarbij de cellen zich aan de ene zijde sneller afsplitsen dan die aan de andere zijde. De nautilus daarentegen vertoont een meroblastische celdeling waarbij slechts een gedeeltelijke splijting van de cel plaatsvindt.
Als de baby-nautilussen uit het ei kruipen hebben ze een schelp van ongeveer 2,5 centimeter in diameter. Hun huisje bevat dan al vier kamers. Waarschijnlijk verlaten de jonge dieren de relatief ondiepe en warme wateren en groeien ze op in diepere, koelere delen van de zee.
De leeftijd waarop een nautilus de volwassenheid bereikt en zich kan voortplanten is niet precies bekend en berust op schattingen. Een leeftijd van grofweg vijf tot vijftien jaar wordt veel genoemd. Deze leeftijd is afhankelijk van de omstandigheden. Uit een onderzoek uit 2004 werd berekend dat exemplaren van Nautilus pompilius volwassen worden na 7,3 tot 8 jaar. De levensverwachting van de nautilus in het wild wordt geschat op meer dan 20 jaar.

## Evolutie

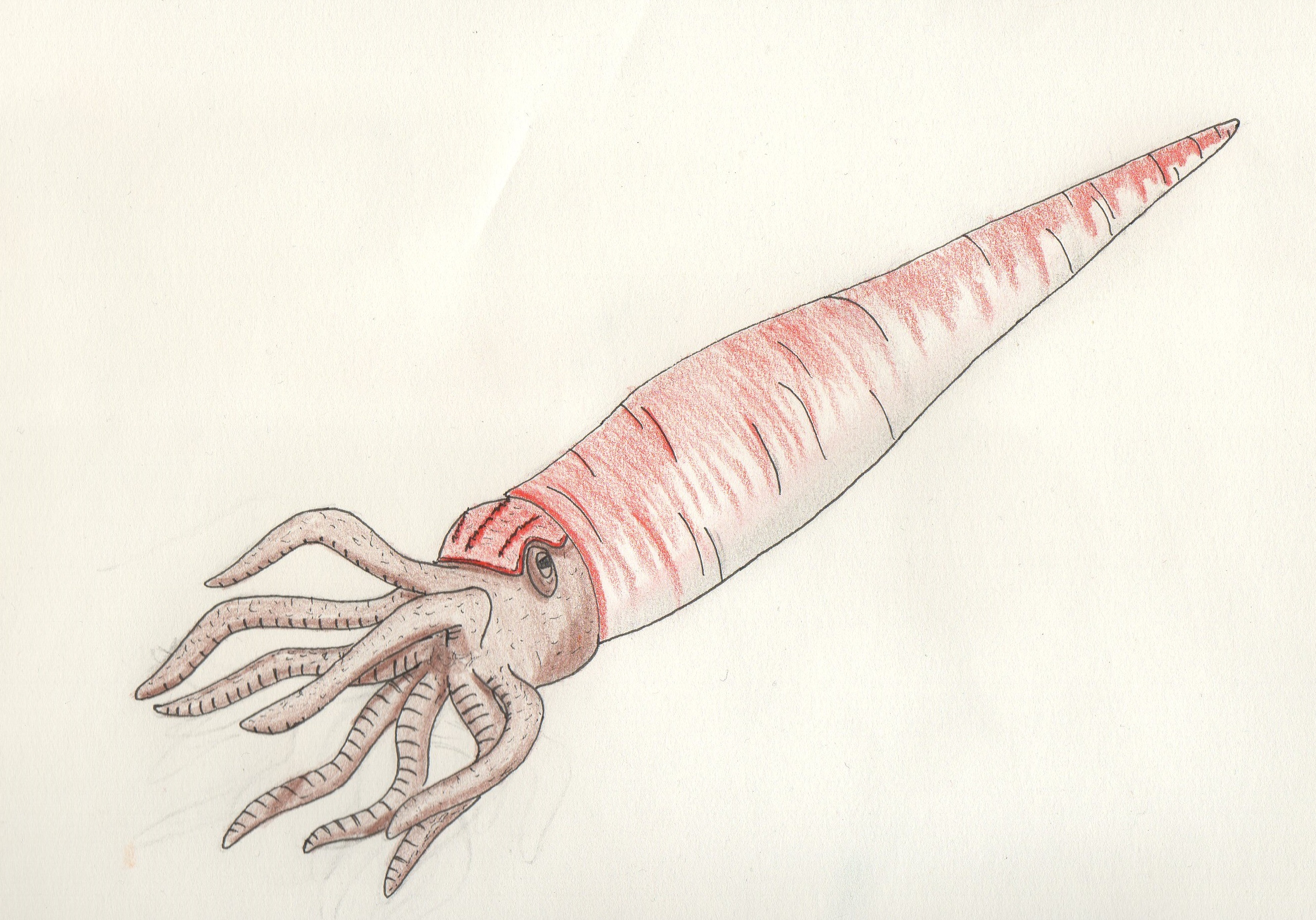
Cameroceras had nog geen opgerolde schelp en kon zes tot tien meter lang worden.

De moderne soorten nautilussen zijn al sinds honderden miljoenen jaren nauwelijks veranderd. Ze worden hierdoor wel beschouwd als een levend fossiel.
Nautilussen zijn ontstaan gedurende het Cambrium, ongeveer 500 miljoen jaar geleden, uit de inktvissen. Gedurende het Ordovicium ontwikkelden ze zich tot een grote diversiteit aan vormen en groeiden ze uit tot een belangrijke groep in zee levende roofdieren. De hoogtijdagen van de nautilussen waren ongeveer 200 miljoen jaar geleden, toen er wereldwijd vele soorten voorkwamen.
Alle nautilussen stammen af van een groep van weekdieren die geen opgerold huisje hadden maar een rechte woonkoker bezaten. Deze koker was breed aan de voorzijde en werd naar achteren toe steeds smaller. Dergelijke vormen worden wel 'orthocoon' genoemd, wat vrij vertaald 'met een rechte kegel' betekent. Deze dieren konden zeer lang worden; Cameroceras bereikte een lengte van zes meter en andere schattingen gaan uit van negen meter. Orthocone nautiloïden zwommen met de schelp in een horizontale positie. Andere nautiloïden hadden een korte, hoge schelpvorm die 'brevicoon' wordt genoemd (korte kegel). Deze dieren hadden een eivormige schelp waar de tentakels aan de onderzijde uitstaken. Deze dieren bewogen zich zwemmend met een verticaal in het water drijvende schelp waardoor ze waarschijnlijk niet erg stabiel konden zwemmen.
Latere vormen hadden een grotendeels rechte schelp maar met een gekruld uiteinde aan de achterzijde, deze vorm wordt wel 'lituicoon,' genoemd. Soorten met een deels gewonden schelp kwamen nog later voor, deze vorm wordt 'gyrocoon' genoemd. Bij een gyrocone schelp is het kalkhuisje wel gewonden, maar de windingen raken elkaar niet.
Nog latere vormen van nautilusachtigen hadden wel een gewonden schelp, maar de mate waarin de windingen elkaar overlappen verschilt sterk per groep. Schelpvormen waarbij de windingen elkaar net raken worden advoluut genoemd, een voorbeeld zijn de vertegenwoordigers van het uitgestorven geslacht Perisphinctites. Schelpen waarbij de windingen elkaar gedeeltelijk overlappen worden involuut genoemd, een voorbeeld is Spenodiscus. De huidige nautilusachtigen behoren allemaal tot de derde groep waarbij de windingen van de schelp elkaar geheel overlappen, dit wordt aangeduid met convoluut.

## Naamgeving en taxonomie

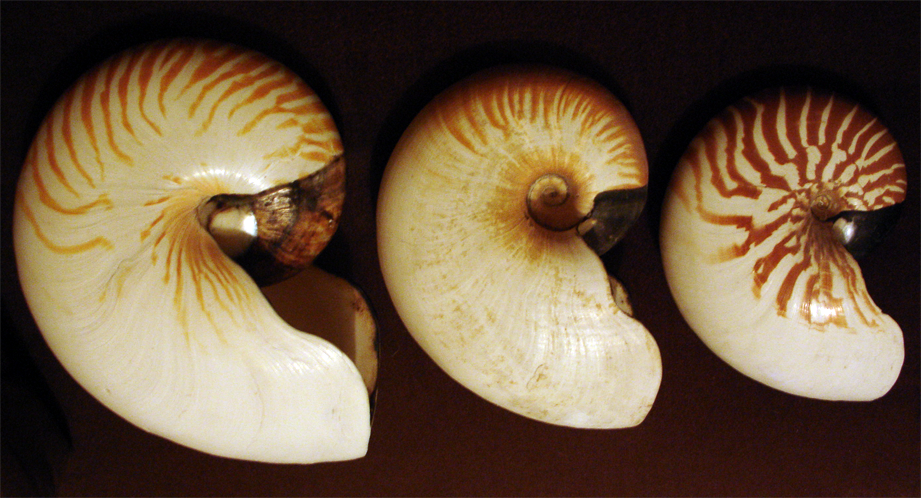
Schelpen van verschillende soorten: N. macromphalus (links), A. scrobiculatus (midden), N. pompilius (rechts).

De wetenschappelijke naam Nautilus is afgeleid van het Griekse woord ναυτίλος, dat zeiler betekent. De naam nautilus werd vroeger ook gebruikt voor een andere groep van dieren die er verder niet op lijkt; de argonauten. Deze inktvissen hebben eveneens een schelp maar deze is zeer dun en is niet voorzien van een parelmoerlaag, zie ook onder het kopje onderscheid met andere groepen. Vroeger werd verondersteld dat de papiernautilus verwant was aan de nautilus en de schelp gebruikte om te zeilen, maar dit alles wordt beschouwd als achterhaald. Desondanks wordt de wetenschappelijke naam Nautilus nog steeds gehandhaafd omwille de regels voor de nomenclature.
Hoewel de papiernautilus niet direct verwant is aan de nautilus worden de namen in andere talen regelmatig door elkaar gebruikt. In de Engelse taal wordt een argonaut aangeduid met papiernautilus (paper nautilus) en een nautilus met parelmoernautilus (pearly nautilus). In het Engels wordt ook de naam 'chambered nautilus' (gekamerde nautilus) vaak gebruikt voor specifiek de nautilus.
In de Duitse taal wordt de nautilus wel met 'parelmoer-boot' (perl(-)boote) aangeduid. Het eerste deel van de naam slaat op het feit dat de parelmoerwand aan de binnenzijde van de schelp soms parels vormt. Het tweede deel van de naam is afgeleid van de achterhaalde theorie dat de dieren hun schelp en de verlengde poten gebruikten om op het water te zeilen.
Inktvissen werden in de negentiende eeuw door de beroemde bioloog Richard Owen ingedeeld in twee groepen. De soorten met één paar kieuwen werden tweekieuwige inktvissen of Dibranchiata genoemd. De vierkieuwige inktvissen werden aangeduid met Tetrabranchiata. Tegenwoordig wordt deze wetenschappelijke indeling beschouwd als verouderd maar het aantal kieuwen en de rol binnen de onderlinge verwantschappen binnen de indeling van de koppotigen is nog steeds onderwerp van discussie.

### Ontdekkingsgeschiedenis

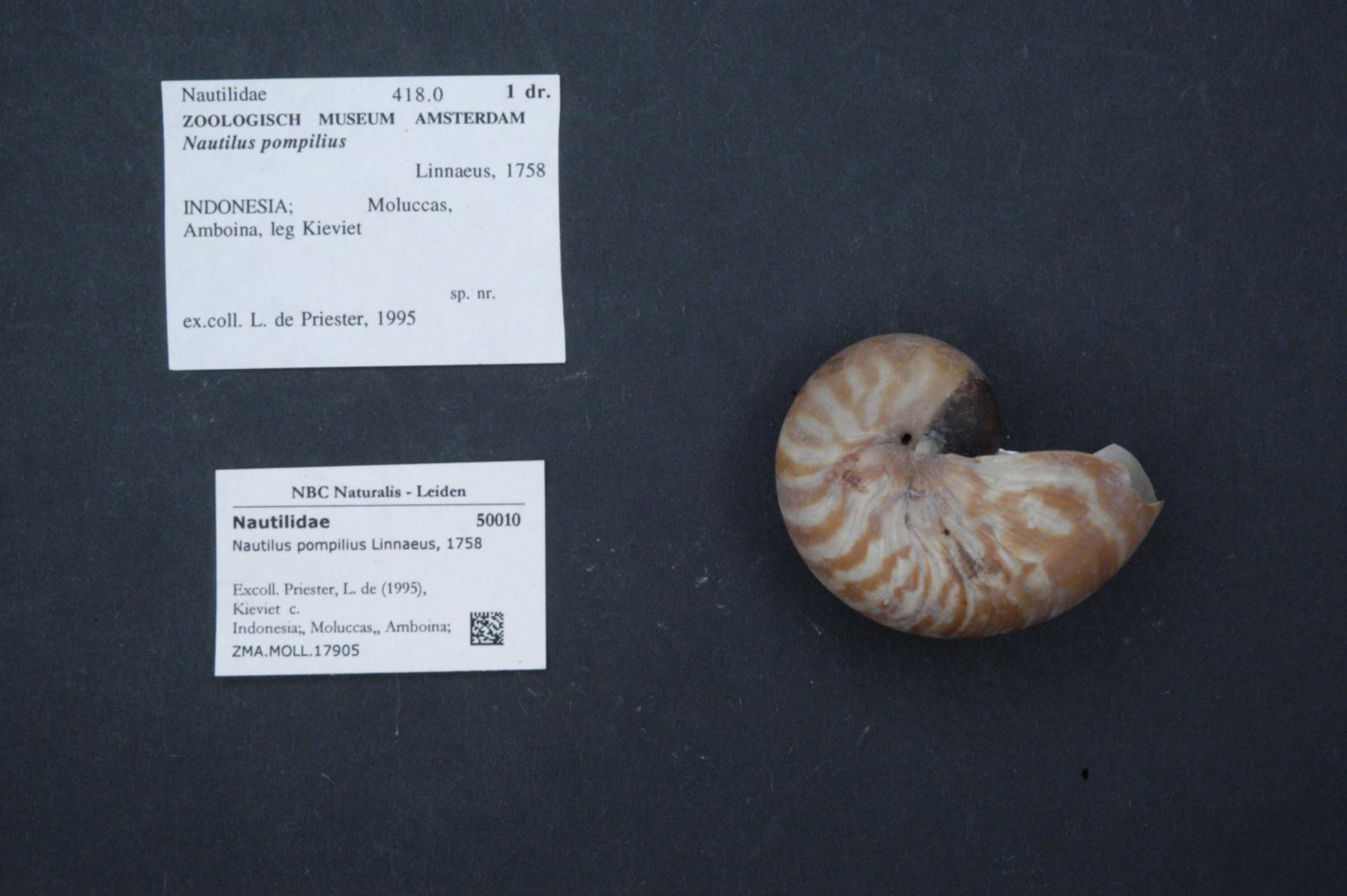
Exemplaar uit de collectie van Museum Naturalis.

De schelp van de nautilus is al sinds de oudheid bekend. De mens is altijd al gefascineerd geweest door de wiskundige precisie van de indeling en de windingen van de schelp, de karakteristieke bruine strepen en de schelp die voornamelijk bestaat uit een dikke parelmoerlaag. Wereldwijd zijn er vele schelpenverzamelingen die voornamelijk uit schelpen van tweekleppigen en slakken bestaan maar ook de schelp van de nautilus wordt vaak gezien als een onontbeerlijk deel van een volledige schelpencollectie. Door verzamelaars worden bedragen van ongeveer 50 dollar betaald voor een grote nautilusschelp. De nautilus worden al eeuwen gevangen om van de schelp een decoratief stuk te maken. Niet altijd worden de dieren hiertoe gevangen en gedood; na een tropische storm spoelen soms duizenden schelpen aan op de stranden die door de lokale bevolking worden geraapt en verwerkt voor de verkoop.
De studie van de nautilus begon mogelijk bij het boek Historia animalium door Aristoteles (384 vC - 322 vC). In zijn boek beschreef Aristoteles de argonaut, maar in één alinea besprak hij duidelijk de nautilus:
Er is er nog één die in een huisje leeft net als een slak, deze komt zijn huis nooit uit maar blijft in zijn huisje zoals een slak en steekt soms zijn tentakels uit.
In de westerse wereld is de nautilusschelp vooral gewaardeerd bekend sinds het eind van de zestiende eeuw. De natuuronderzoeker Pierre Belon was de eerste die een tekening maakte van het huisje van de nautilus. Hij publiceerde deze in 1555 en beschreef alleen het huisje; het dier had Belon waarschijnlijk nooit gezien. Later werd de nautilus beschreven door Conrad Gesner in 1558.
De eerste beschrijving van de nautilus zelf -dus niet alleen het huisje- stamt uit een publicatie door George Everard Rumf. Deze beschrijving staat in het boek D' Amboinsche rariteitkamer uit 1705 en bevat ook een tekening van het dier buiten zijn huisje. Het boek was indertijd populair, maar doordat Rumf in 1702 stierf maakte hij dat zelf niet mee. Zijn werk werd niet door iedereen opgepikt of serieus genomen. Georges Cuvier deed zijn tekening af als te onduidelijk voor een wetenschappelijke publicatie. In de publicatie van Linnaeus beroemde boek Systema naturae uit 1758 werd Rumf echter wel geciteerd. Ook in de in die tijd populaire publicatie Organic Remains of a Former World van Parkinson uit 1811, een van de eerste boeken over paleontologie, wordt Rumfs werk geciteerd.
In een postume publicatie uit 1705 beschreef Robert Hook de nautilus als mogelijk een moderne vorm van de uitgestorven ammonieten, waarvan al vele fossielen bekend waren. Beide groepen hadden immers een planspiraalvormige schelp en kamers in de schelp die verbonden waren door een stijve buis die door alle kamer dringt.
De eerste wetenschappelijke beschrijving van de nautilus stamt uit 1829 en werd geïnitieerd toen de bioloog George Bennett een drijvend voorwerp waarnam vanaf zijn schip op zee. Bennett was op onderzoek op een schip in de nabijheid van het eiland Erromango. Op het eerste gezicht leek het om een dode kat te gaan met een schildpadpatroon op de vacht wat erg ongebruikelijk zou zijn op de afgelegen eilanden. Bennett wilde op onderzoek uit maar de 'dode kat' begon plotseling te duiken. Hierop werd de schelp van het dier kapotgeslagen en het werd vervolgens opgevist met een scheepshaak. De schelp was verbrijzeld maar het dier leefde nog korte tijd. Het bleek het te gaan om een levend exemplaar van een nautilus. Bennett bestudeerde het dier kort en plaatste de weken delen in een conserveringsvloeistof. Hij nam ze mee naar Engeland en overhandigde het dier aan het Royal College of Surgeons die het exemplaar aan Richard Owen overdroegen. Deze gaf later een nauwkeurige beschrijving van de anatomie in de publicatie Memoir on the Pearly Nautilus uit 1832. Owen verbaasde de wetenschappelijke wereld met zijn werk over de nautilus en werd in één klap beroemd.
Na de publicatie door Owens versnelde het onderzoek naar de nautilus en verschillende biologen hebben over de groep gepubliceerd. De nautilus is onder andere onderzocht door het dier in onderwater geplaatste kooien te huisvesten, zodat het in de natuurlijke omgeving en de hierbij heersende waterdruk en -temperatuur bestudeerd kon worden. Veel waarnemingen van de biologie en de levenswijze zijn bekend uit aquaria van dierentuinen.

### De verschillende soorten
Van de moderne soorten die behoren tot het geslacht Nautilus zijn in totaal elf soorten beschreven, waarvan er vier soorten algemeen worden erkend. Een vijfde soort, Nautilus repertus, wordt niet langer erkend als een aparte soort.
In 1997 werd het geslacht Allonautilus beschreven en werden de soorten Nautilus perforatus en Nautilus scrobiculatus toegekend aan deze groep. Van Allonautilus scrobiculatus is bekend dat het dier afwijkende kieuwen en mannelijke geslachtsorganen heeft. Allonautilus scrobiculatus is echter zeer weinig bekend, er zijn nog nooit levende dieren bestudeerd. De schelp lijkt sterk op die van Allonautilus scrobiculatus en mogelijk betreft het dezelfde soort.
Onderstaand is een tabel van alle moderne soorten weergegeven. Nautilus cookanum en Nautilus praepompilius worden eveneens tot dit geslacht gerekend maar deze twee soorten zijn al lange tijd uitgestorven. Deze soorten zijn hieronder niet opgenomen.
| Lijst van soorten nautilussen | Lijst van soorten nautilussen              | Lijst van soorten nautilussen                                                                                       | Lijst van soorten nautilussen                                                                           |
| ----------------------------- | ------------------------------------------ | --- | --- |
| Afbeelding                    | Wetenschappelijke naam                     | Kenmerken | Verspreidingsgebied                                                                                     |
|                               | Allonautilus scrobiculatus Lightfoot, 1786 | Schelpdiameter tot 18 centimeter.                                                                                   | Wateren rond Indonesië.                                                                                 |
|                               | Allonautilus perforatus Conrad, 1847       | Schelpdiameter tot 18 centimeter. Mogelijk dezelfde soort als bovenstaande. Levende dieren zijn nog nooit gevangen. | Alleen bekend van Bali, Indonesië.                                                                      |
|                               | Nautilus belauensis Saunders, 1981         | Schelpdiameter tot meer dan 22 centimeter. Op een na grootste soort.                                                | Alleen langs de Carolinen en Palau, ten noordoosten van Nieuw-Guinea.                                   |
|                               | Nautilus macromphalus Sowerby, 1849        | Schelpdiameter tot 16 cm, geen kalkachtige substantie aanwezig.                                                     | Zuidwesten van de Grote Oceaan; uiterst noordoostelijk Australië, Nieuw-Caledonië, Loyaliteitseilanden. |
|                               | Nautilus pompilius Linnaeus, 1758          | Schelpdiameter tot meer dan 22 centimeter, kleiner in het oostelijke deel van het areaal.                           | Noordelijk Australië en een groot deel van Zuidoost-Azië.                                               |
|                               | Nautilus stenomphalus Sowerby, 1849        | Schelpdiameter tot 17 centimeter. De hoed is bedekt met kleine uitsteekseltjes die licht van kleur zijn.            | Alleen in het Groot Barrièrerif, ten oosten van Australië.                                              |

## De nautilus en de mens

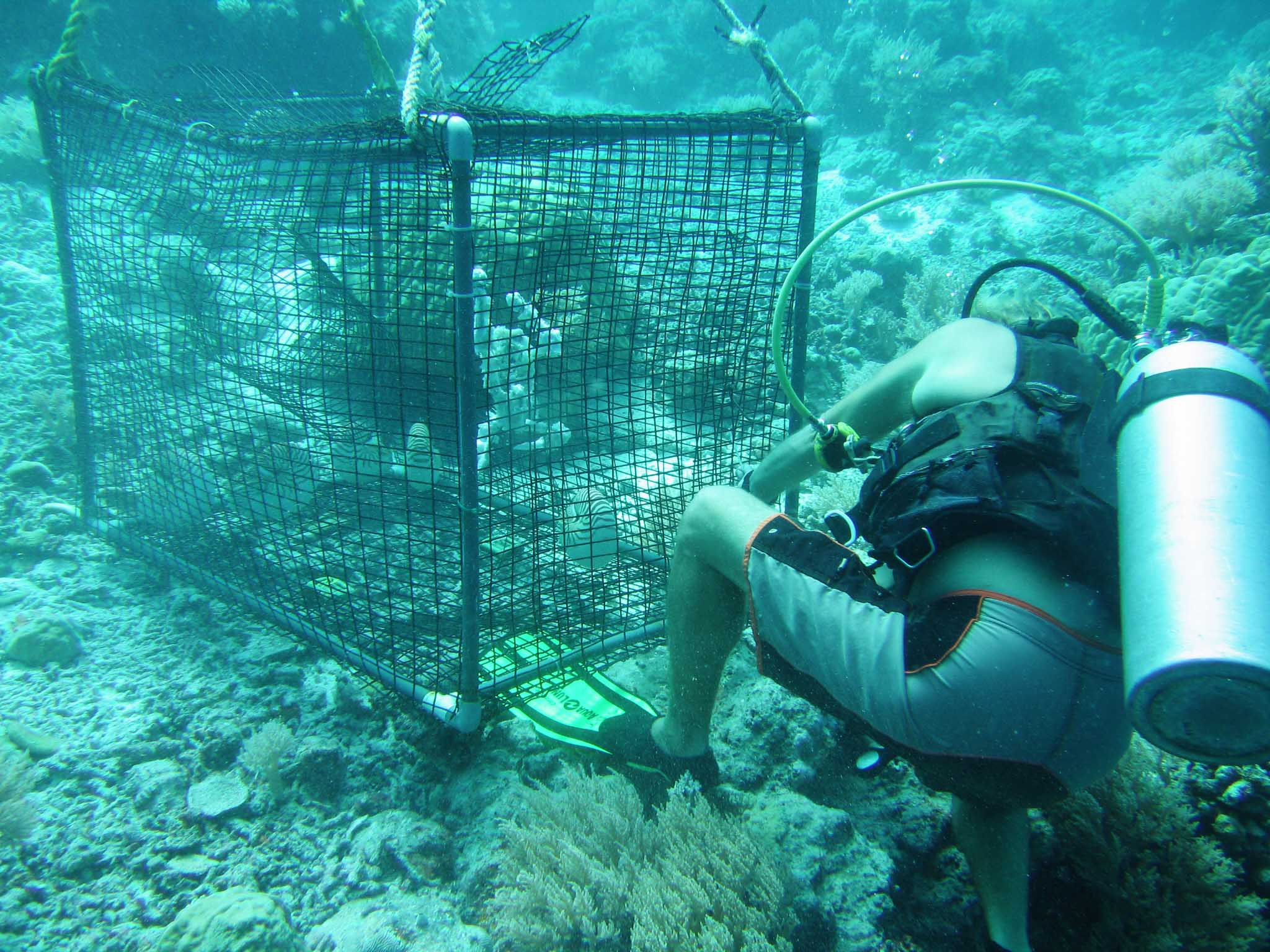
Vangkooi voor nautilussen in Palau. In de kooi zijn vijf exemplaren te zien, evenals de bijna opgegeten kip die als aas werd gebruikt.

Sinds 1987 is het in veel landen verboden om de nautilus te vangen, maar in veel van die landen wordt het dier nog steeds verkocht. Per jaar worden zo'n 5000 exemplaren gevangen. De meeste exemplaren worden gedood waarna het vlees op de markt wordt verkocht en de schelp wordt aangeboden als decoratie. Een klein deel wordt levend verkocht als exotisch huisdier en deze worden over de gehele wereld verspreid om in aquaria te houden.
Om de nautilus te vangen worden visfuiken gebruikt die worden voorzien van aas. Deze vallen zijn gemaakt van bamboe en worden bobo's genoemd. Als aas worden stukjes vis of vlees gebruikt. Van de nautilus is bekend dat er een voorkeur is voor stukjes kip.

### In de cultuur

Logo van het software-programma Nautilus.

De nautilus wordt al sinds de oudheid gewaardeerd om het decoratieve uiterlijk van de schelp van het dier. De schelp is door verschillende vroege wetenschappers bestudeerd en vol bewondering beschreven vanwege de wiskundige nauwkeurigheid van de schelp en de regelmatigheid van de tussenschotten aan de binnenzijde. De slakkenhuis- achtige schelp van de nautilus staat bekend als een van de mooiste schelpen die er zijn. De schelp -of de doorsnede daarvan- wordt gebruikt als logo door vele bedrijven en instellingen, van winkelcentra tot fabrikanten van sportartikelen en watersportverenigingen.
De Mexicaanse architect Javier Senosiain heeft een huis gemaakt in de vorm van een nautilusschelp. Het huis is voorzien van een woonkamer, slaapkamer en badkamer met een kraan gemaakt van een echte nautilusschelp.
De Russische rockband Nautilus Pompilius heeft zich vernoemd naar de nautilus-soort Nautilus pompilius. In het computerspel Risen spelen nautilussen een rol, maar de nautilussen in het spel lopen over het strand als een krab, iets wat een echte nautilus niet kan.

### In de kunst
De schelp wordt al sinds enkele eeuwen door edelsmeden verwerkt in kostbare kunstwerken, ze zijn met name veel verwerkt in drinkbekers. Daarnaast zijn de schelpen gebruikt als onderdeel van verschillende exquise gebruiksvoorwerpen, zoals bokalen, bekers en zoutvaatjes. Deze zijn met name veel gemaakt in de zeventiende en achttiende eeuw gedurende de late Renaissance en tijdens de barokperiode. De schelp werd hiertoe voorzien van zilveren en gouden elementen. Dergelijke gebruiksvoorwerpen werden al in hun tijd als bijzonder zeldzaam beschouwd en waren alleen voor de elite beschikbaar.
Van de schelp werden ook draagbare sieraden gemaakt. Een bekend voorbeeld is de osmeña pearl, deze 'parel' lijkt op een menselijke vingernagel van parelmoer en bestaat uit een gepolijst deel van de schelp van de nautilus.
Dergelijke toepassingen van de nautilussen zijn in vele landen gemaakt, zoals Frankrijk en Zweden. De meeste gebruiksvoorwerpen met de nautilus erin verwerkt zijn bekend uit Duitsland. Met name gildes in de steden Neurenberg en Augsburg waren gespecialiseerd in het vervaardigen van voorwerpen waarin nautilusschelpen werden verwerkt. Ook in Antwerpen, Londen en Parijs werden nautilusschelpen gebruikt door edelsmeden. Het oppervlak van de schelp werd soms bewerkt door er teksten of symbolen in te graveren.
Nautilusschelpen zijn ook verkrijgbaar zonder de natuurlijke witte kleur en bruine strepen; de schelp wordt hiertoe chemisch behandeld om de doffe bovenlaag te verwijderen zodat alleen de parelmoerlaag van de schelp overblijft.

Nautilussen verwerkt in exquise gebruiksvoorwerpen
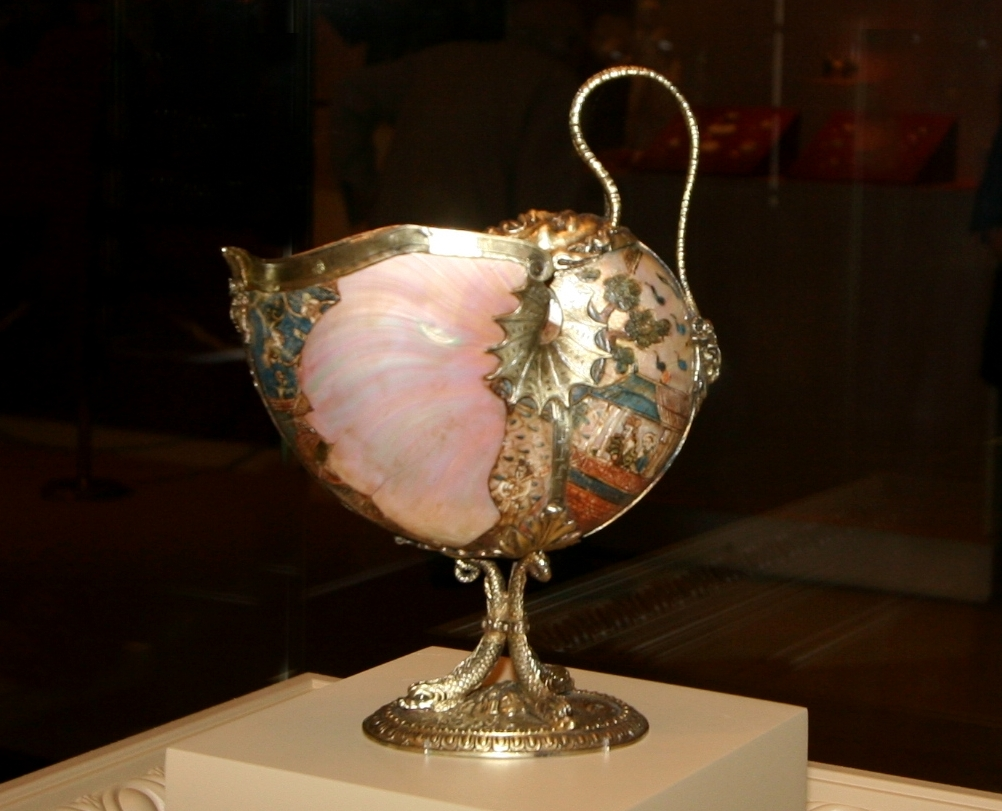
Zoutvaatje uit de 16e eeuw, Frankrijk.
Beker uit Zweden, 18e eeuw.
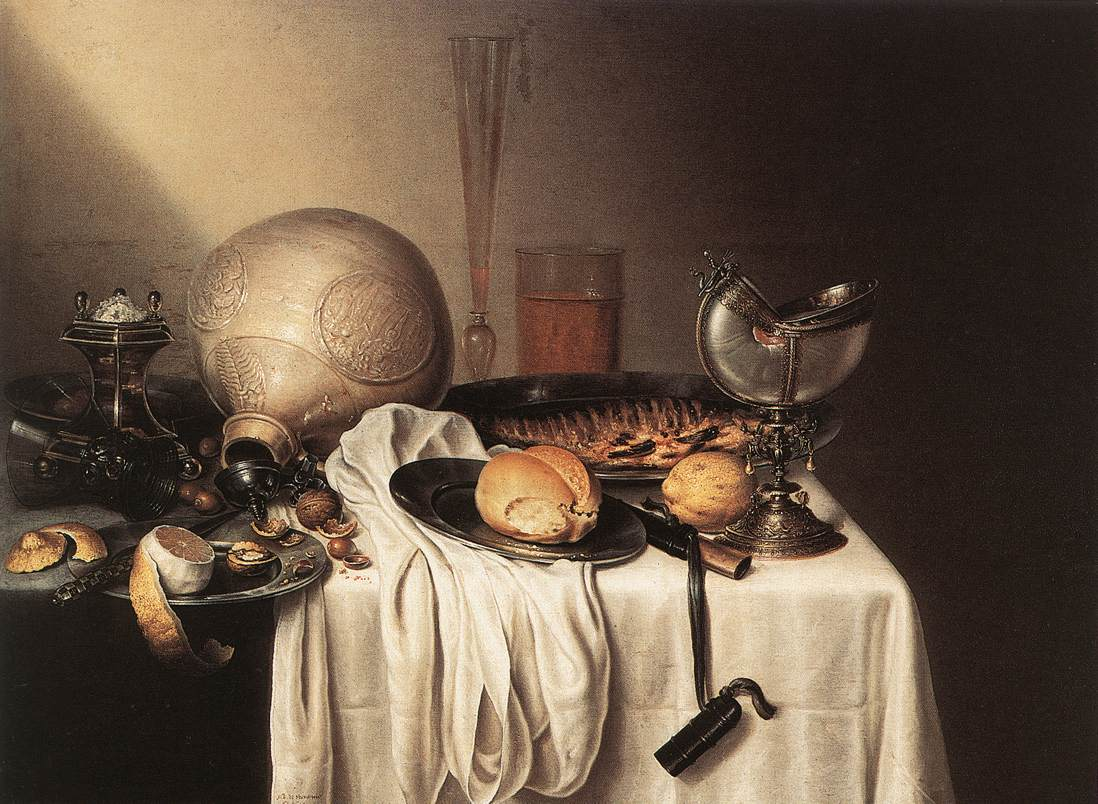
Stilleven met kalkoenpastei, Maerten Boelema de Stomme, 1642 - 1644
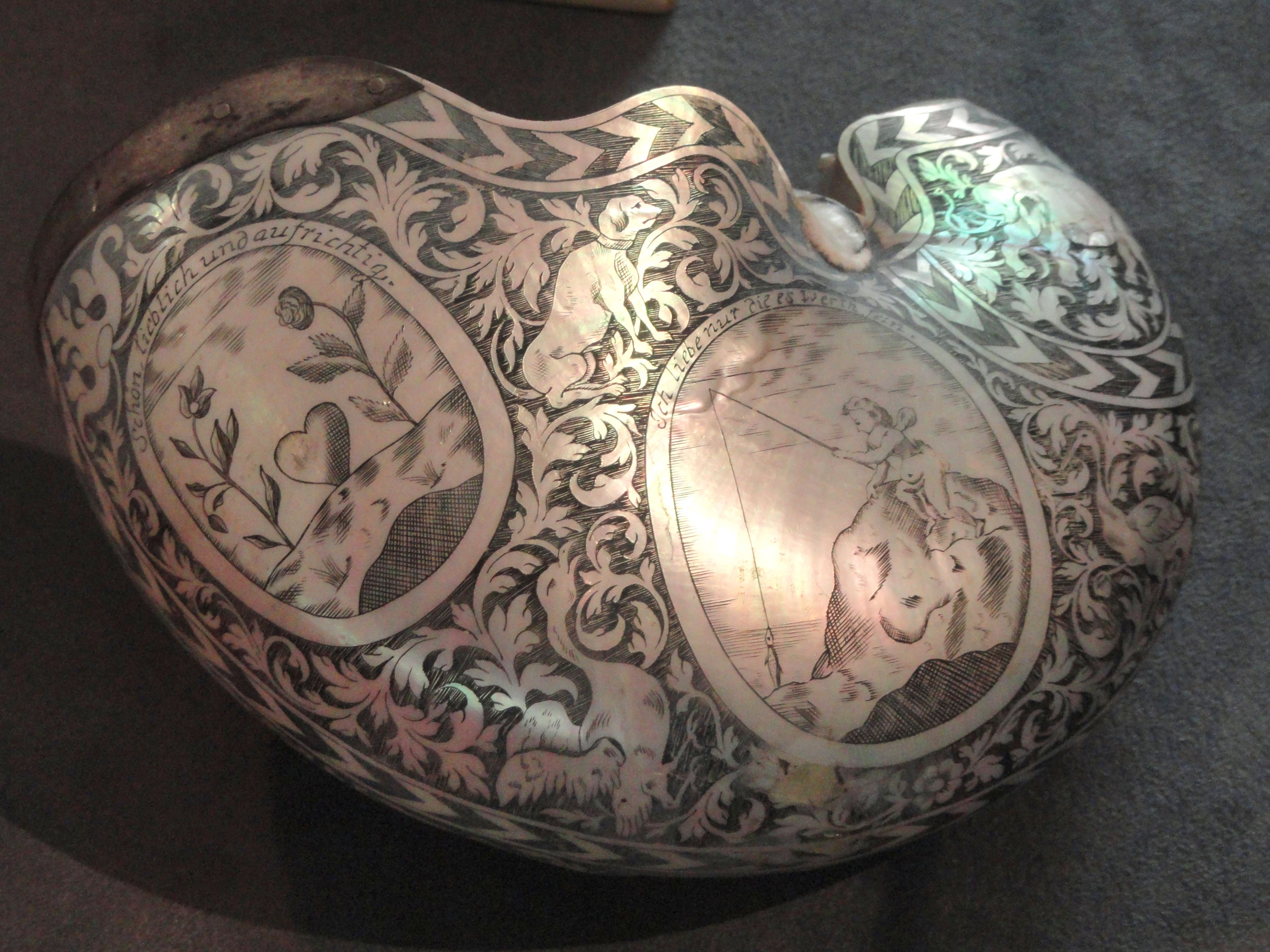
Bokaal uit Duitsland, 1830.